# 松戸駅

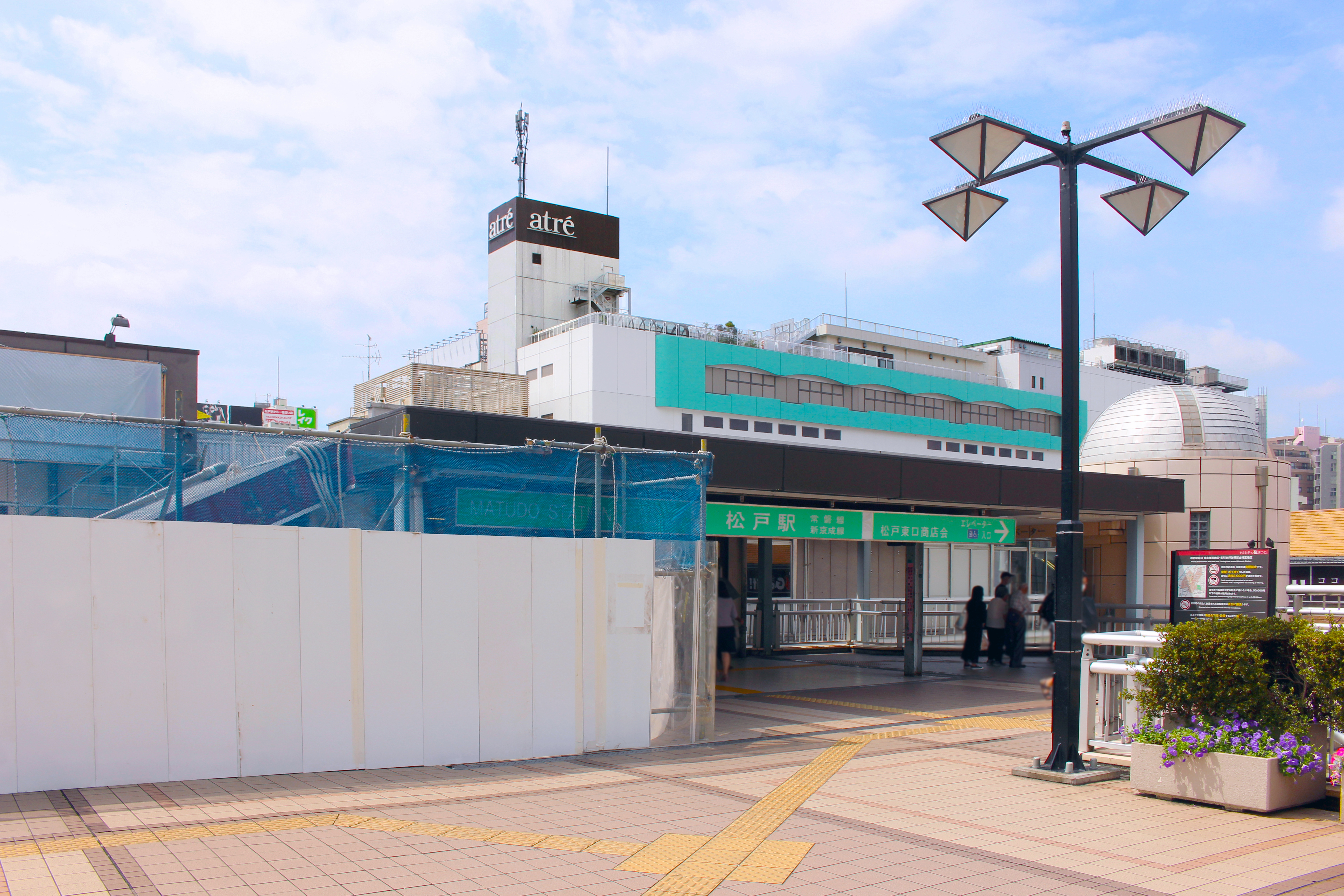
東口（2024年7月）

松戸駅（まつどえき）は、千葉県松戸市松戸にある、東日本旅客鉄道（JR東日本）・京成電鉄の駅である。

## 概要

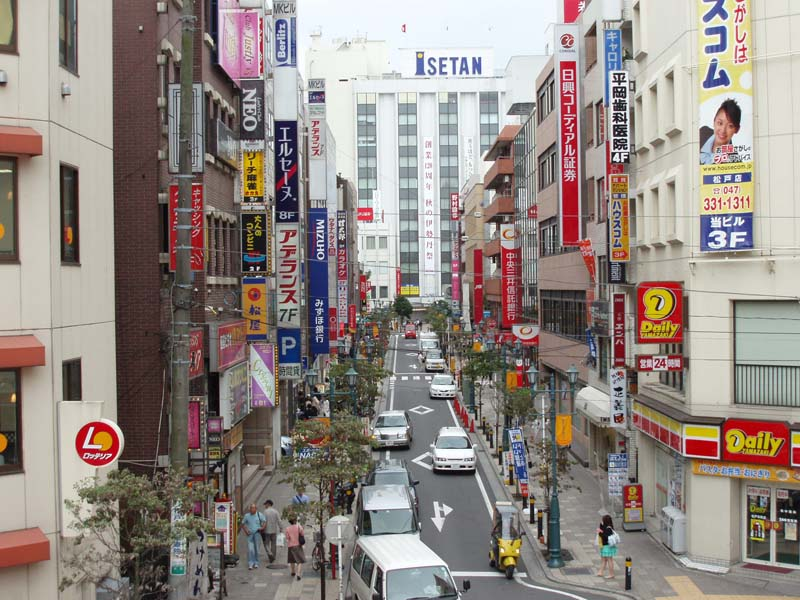
松戸駅西口の伊勢丹通り商店街（2006年9月）

松戸市の中心駅であり、新松戸駅と並ぶ交通の要所となっている。江戸時代より水戸街道の宿場町として栄えた「松戸宿」に位置する。
東日本旅客鉄道（JR東日本）の常磐線を走行する、常磐快速線（上野東京ライン）、常磐緩行線、京成電鉄の松戸線（旧・新京成線）の2社3路線が乗り入れている。みどりの窓口・自動券売機・指定席券売機・自動改札機・自動精算機などの設置駅。
江戸時代より江戸と水戸との間に位置するため、徳川将軍家および水戸徳川家とのつながりが強く、駅南側に位置する松戸神社には水戸藩の2代藩主だった徳川光圀（水戸黄門）ゆかりの銀杏の樹があり、松戸（大字）には水戸藩最後の11代藩主であった徳川昭武が建てた戸定邸がある。廃藩置県後の1878年、東葛飾郡役所が松戸駅（鉄道駅ではなく宿駅）に置かれた。そのため松戸地区には国および県の出先機関が置かれている。
駅からの主な動線整備としては、駅西口および駅東口に各主要施設を結ぶ歩行者デッキ（ペデストリアンデッキ）が整備されており、大規模な駅前デッキ網として知られる。近年ではバリアフリー整備工事が進み、2018年度に完成した。駅周辺には東横INN松戸駅東口、松戸グランドホテルなどのホテルがあるため、ビジネス利用や観光拠点としても適している。
当駅にはJR東日本グループの駅ビルであるアトレ松戸（旧ボックスヒル松戸店）、西口には商業施設「キテミテマツド」（旧・伊勢丹松戸店）、、東口にはピアザ松戸、プラーレ松戸（イトーヨーカ堂松戸店が入居）などの商業施設や商店街が駅周辺に多数林立しているため、昼夜問わず多くの人で賑わう繁華街となっている。繁華街は千葉県内の常磐線の沿線では柏駅に次ぐ規模であるが、2027年にJR駅ビルの開業予定や相模台財務省官舎跡地開発があるなど、利便性が高まりつつある。
2017年には、都市開発事業等を通じて緊急かつ重点的に市街地の整備を推進すべき地域として、内閣府が発表した都市再生緊急整備地域の候補地域となったことにより、松戸駅周辺地区（約48ha）を対象に「第20回 まちの活性化・都市デザイン競技」が実施され、新商業施設の開業など都市再開発事業が進んでいる。

## 歴史
- 1896年（明治29年）12月25日：日本鉄道の駅として開業[3]。
- 1906年（明治39年）11月1日：日本鉄道が国有化[3]。
- 1909年（明治42年）10月12日：線路名称制定により常磐線の所属となる。
- 1936年（昭和11年）12月11日：日暮里 - 松戸間直流電化。近距離列車が電車化（上野 - 松戸間）、近距離電車の始発駅となる[4]。
- 1949年（昭和24年）6月1日：日本国有鉄道（国鉄）が発足。
- 1952年（昭和27年）6月18日：東口駅舎を新設し、供用開始[新聞 1]。
- 1955年（昭和30年）4月21日：新京成電鉄新京成線の駅が開業。
- 1966年（昭和41年）12月27日：本線横断中の入換貨物車両と国電が接触事故。死傷者なし。
- 1967年（昭和42年）8月1日：国鉄の貨物取り扱いを廃止[3]。
- 1969年（昭和44年）3月：綾瀬-松戸間の常磐線複々線化第1期工事が完了しテープカットが行われた。松戸-我孫子間の第2期工事を開始した。
- 1970年（昭和45年）5月16日：常磐線の複々線化に伴う駅構内の線路切替工事を実施[5]。
- 1971年（昭和46年）
  - 2月24日：新橋上駅舎使用開始[6]。
  - 4月20日：国鉄常磐線複々線化と同時に緩行線と営団地下鉄千代田線の相互直通運転開始。3面6線になる。
- 1972年（昭和47年）7月1日：みどりの窓口の営業を開始[新聞 2]。
- 1973年（昭和48年）：西口の区画整理が完成。
- 1977年（昭和52年）4月2日：駅ビル「ボックスヒル松戸」が開業[報道 2][報道 3]。
- 1985年（昭和60年）：東口高架デッキ完成。
- 1986年（昭和61年）
  - 8月1日：西口高架デッキ、東西自由通路完成。
  - 11月1日：国鉄の荷物扱い廃止[3]。
- 1987年（昭和62年）4月1日：国鉄分割民営化により、国鉄の駅は東日本旅客鉄道（JR東日本）の駅となる[3]。
- 1990年（平成2年）3月：大型からくり時計夢飛行が設置され運用開始。
- 1994年（平成6年） 
  - 3月19日：JRと新京成の改札分離及び中間改札（ラッチ）を設置[7]。JRの駅ビル西口以外の各改札口および中間改札口に自動改札機を設置[7][8][9]。
  - 5月28日：JRの駅ビル西口に自動改札機を設置し、供用開始[10]。
- 1996年（平成8年）12月11日：JRの改札口と各ホームを結ぶ3基のエスカレーターが完成[新聞 3]。
- 2001年（平成13年）11月18日：JR東日本でICカード「Suica」の利用が可能となる[報道 4]。
- 2007年（平成19年）3月18日：新京成でICカード「PASMO」の利用が可能となる。
- 2012年（平成24年）3月16日：駅ビル「ボックスヒル松戸」が「アトレ松戸」へ改称され、グランドオープン。3階 - 6階が全面リニューアル[報道 2][報道 3]。
- 2014年（平成26年）
  - 2月：新京成電鉄の駅に駅番号「SL01」を設定[11]。
  - 11月21日：改札階と新京成電鉄7・8番線ホームを連絡するエレベーターが使用を開始[報道 5]。
- 2015年（平成27年）3月14日：上野東京ライン開業。同時に特急列車停車駅から除外される。
- 2018年（平成30年）
  - 8月1日：常磐線各駅停車のホームにおいて、一部列車を除いて発車メロディの取り扱いを停止[報道 6]。
  - 10月1日：駅ビル北口・駅ビル西口および駅ビル北口側の連絡改札がIC専用化、それに伴い駅ビル北口および連絡改札の券売機・精算機が撤去されICカードのチャージ専用機が設置される[12]。
- 2019年（平成31年・令和元年）
  - 3月16日：常磐線各駅停車のホームにおいて、すべての列車の発車メロディの取り扱いを停止[報道 6]。
  - 3月30日：びゅうプラザの営業を終了[13]。
  - 4月26日：駅ビル「アトレ松戸」の7階レストランフロアがリニューアル[報道 7]。
  - 6月18日：駅ビル「アトレ松戸」の8階サービスフロアがリニューアル[報道 8]。
  - 11月28日：改札階と5・6番線ホームを連絡するエレベーターが使用を開始[14]。
- 2020年（令和2年）
  - 1月15日：改札階と1・2番線ホームを連絡するエレベーターが使用を開始[14]。
  - 3月6日：改札階と3・4番線ホームを連絡するエレベーターが使用を開始[14]。
  - 3月13日：駅ビル「アトレ松戸」の8階に屋上庭園「ガーデンテラス」がオープン[報道 9]。
- 2024年（令和6年）4月26日：常磐線各駅停車（4 - 6番線）ホームにてホームドアの使用を開始[報道 10][報道 11]。
- 2025年（令和7年）4月1日：新京成電鉄が京成電鉄への吸収合併に伴い、新京成電鉄新京成線の駅は京成電鉄松戸線の駅となる。同時に駅番号をSL01からKS88に変更[15]。
- 2026年（令和8年）春頃（予定）：JR東日本により東西通路拡幅[報道 12]。
- 2027年（令和9年）春頃（予定）：南側に駅ビルが開業[報道 12]。

## 駅構造
橋上駅舎を有し、東西連絡通路が設けられている。出口は西口と東口があり、駅ビル「アトレ松戸」（旧「ボックスヒル松戸」）に直結する改札口（駅ビル西口）もある。西口・東口から入れる改札口（特別な呼称はないが、以下「中央」・「中央改札」と記す）はJRと京成で別である。また、IC専用化されるまで設置されていた自動券売機の機能に一部制限があったアトレ改札口（駅ビル北口、JRのみ）も存在する。
また、JRの中央改札は集・改札が分離されており、3・4番線ホーム行階段と5・6番線ホーム行階段の間に入場改札口が、1・2番線ホーム行階段と3・4番線ホーム行階段の間に出場改札口（集札口）がある。なお、1994年春にJRと新京成が別々になる前は両社で改札口を共用（JRが管理・代行）していた。
JR中央口の自動券売機は入場改札口前の自由通路の先（びゅうプラザとみどりの窓口の間の通路奥の右方）にある。また、自動精算機は中央口に当駅下車専用のものが設置されているが、ICカード専用化以前には駅ビル北口に新京成への乗り継ぎ対応のものが設置されていた。この他、JRと京成の間には2ヶ所の連絡改札口があるが、これはかつて同一改札内であった名残りである。駅ビル北口と新京成のりばを行き来する場合は一旦JR改札内を経由して連絡改札口を通るが、中間改札機が設置されていないため、駅ビル北口から直接京成線に乗車する場合は改札機横のボタンを押さなければならない（同様の例は鎌倉駅のJRと江ノ島電鉄線との連絡改札にもある）。なお、京成→JRのボタン処理とJR→京成の経由対応は駅ビル北口のみの対応であり、駅ビル連絡口経由でのJR改札で京成の乗車券類は利用できない。また、中央口で精算して駅ビル口から出場することやその逆、また駅ビル側で購入した乗車券類で中央口から入場することやその逆も可能であった。なお、ICカードで運賃を精算する場合、京成管理の中央口は不足分チャージとなるが、かつてJR管理の駅ビル側は精算券（精算済証）が発券された。駅ビル北口と駅ビル北口側連絡改札はIC専用化に伴い券売機や精算機が撤去されたが代わりにICカードチャージ専用機が設置された。

### JR東日本
島式ホーム3面6線を有する地上駅である。駅番号は快速と各駅停車でそれぞれ「JJ 06」「JL 22」が付与される。
松戸統括センターの所在駅で直営駅である。管内には直営駅である常磐線の当駅、金町駅、新松戸駅、柏駅、我孫子駅、取手駅と、業務委託駅である亀有駅、北松戸駅、馬橋駅、北小金駅、南柏駅、北柏駅、天王台駅、武蔵野線の南流山駅があり、これらの駅業務を松戸統括センターが統括している。

#### のりば
当駅は快速線と緩行線の線路別複々線区間内にあり、1・2・3番線が快速線用ホーム、4・5・6番線が緩行線用ホームとなっている。
| 番線 | 路線                          | 方向 | 行先                                 | 備考                                   |
| ---- | ----------------------------- | ---- | ------------------------------------ | -------------------------------------- |
| 1    | 常磐線（快速）                | 下り | 柏・取手・成田・土浦・水戸方面       |                                        |
| 2    | 常磐線（快速）                | 下り | 柏・取手・成田・土浦・水戸方面       | 当駅始発・特急等の待避に使用           |
| 2    | 常磐線（快速） 上野東京ライン | 上り | 北千住・日暮里・上野・東京・品川方面 | 当駅始発・特急等の待避に使用           |
| 3    | 常磐線（快速） 上野東京ライン | 上り | 北千住・日暮里・上野・東京・品川方面 |                                        |
| 4    | 常磐線（各駅停車）            | 下り | 新松戸・我孫子・取手方面             |                                        |
| 5    | 常磐線（各駅停車）            | 下り | 新松戸・我孫子・取手方面             | 平日朝のみ                             |
| 5    | 常磐線（各駅停車）            | 上り | 金町・亀有・代々木上原方面           | 当駅始発のみ（平日朝ラッシュ時を除く） |
| 6    | 常磐線（各駅停車）            | 上り | 金町・亀有・代々木上原方面           |                                        |

（出典：JR東日本:駅構内図）
- 2番線は上下待避線および取手方面当駅始発列車（上野方面当駅始発列車は4時台の一番列車は3番線、土休日6時台の1本は2番線）。
- 5番線は下り当駅止まり・上り当駅始発用（折り返し含む）、平日朝ラッシュ時は当駅止まりも含めた下り専用となる。
- 朝ラッシュ時の利用状況および3・4番線ホームの構造から、朝ラッシュ時の下り各駅停車は5番線を使用し、この時間帯の当駅止まりの折り返し電車は北松戸寄りの留置線に回送された後、6番線からの当駅始発の千代田線・小田急線方面行になる。
- 構造上の都合により、1・2番線と3番線、4番線と5・6番線では同じ編成でも停車位置が異なる（それぞれ約1両分）。
- 1・3番線に停車する快速は、10両編成の場合でも15両編成と同じ号車位置に停車する（10両編成の快速は上野寄りに詰めて停車する）。
- 次の上り快速が2番線からの発車となる時間帯には、「今度の上野（品川）行は2番線から発車します」というアナウンスが流される。
- 特急列車は現在、当駅に停車する定期列車はない。かつては一部の「ひたち」「フレッシュひたち」が停車していたが、2005年（平成17年）7月9日のダイヤ改正ですべて柏駅停車に統一された。その後も「スーパーひたち7号」（現：「ひたち3号」）のみが当駅に停車していたが、2015年3月14日のダイヤ改正でこちらも柏駅停車に変更されたため、当駅に停車する定期特急列車がなくなった。その他、2015年3月21日から「踊り子」が毎週末に運行されていたが、車両の更新に伴い、2021年2月28日に常磐線区間が取りやめになった。

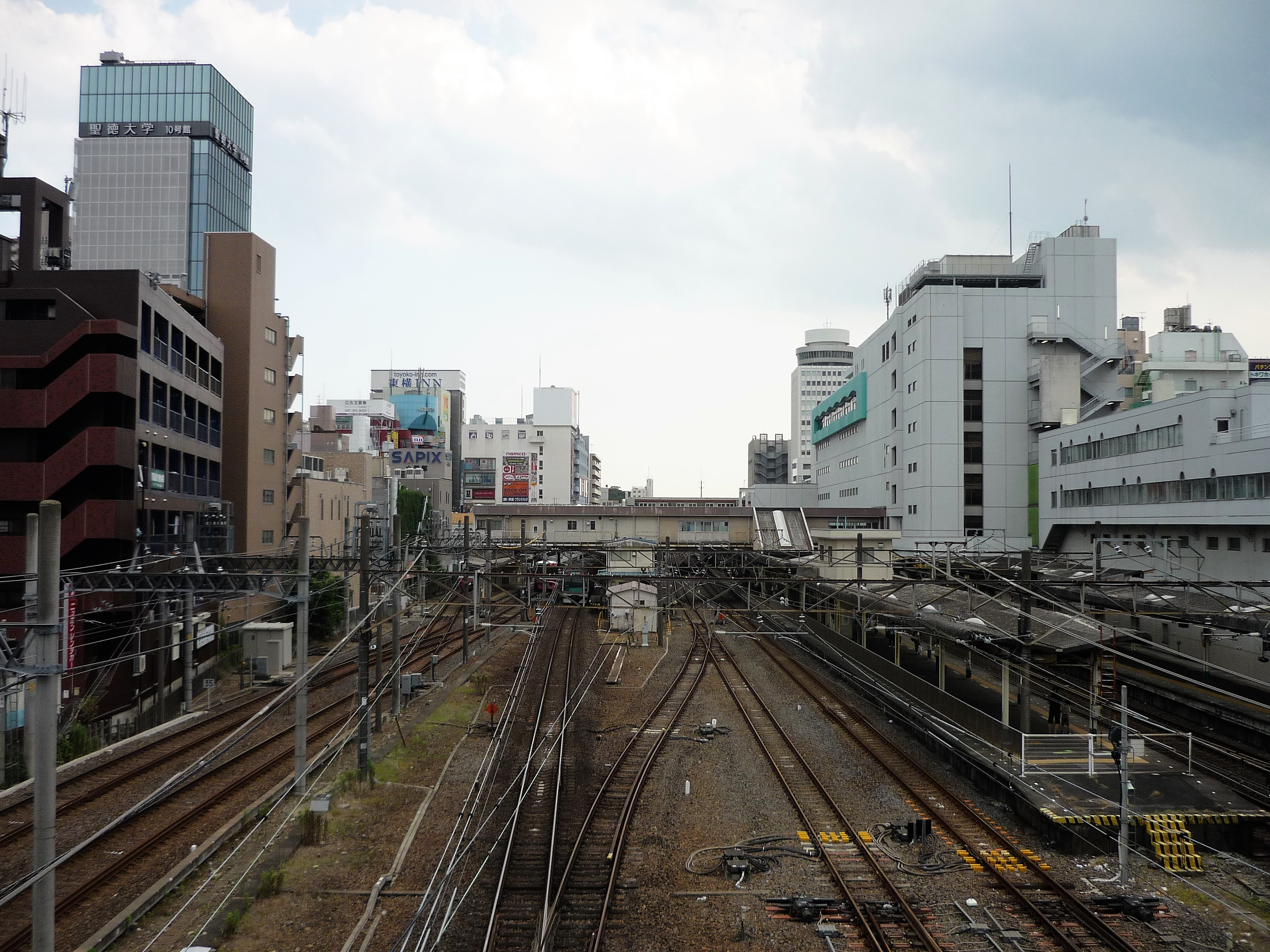
駅北側陸橋より駅構内（2018年6月）
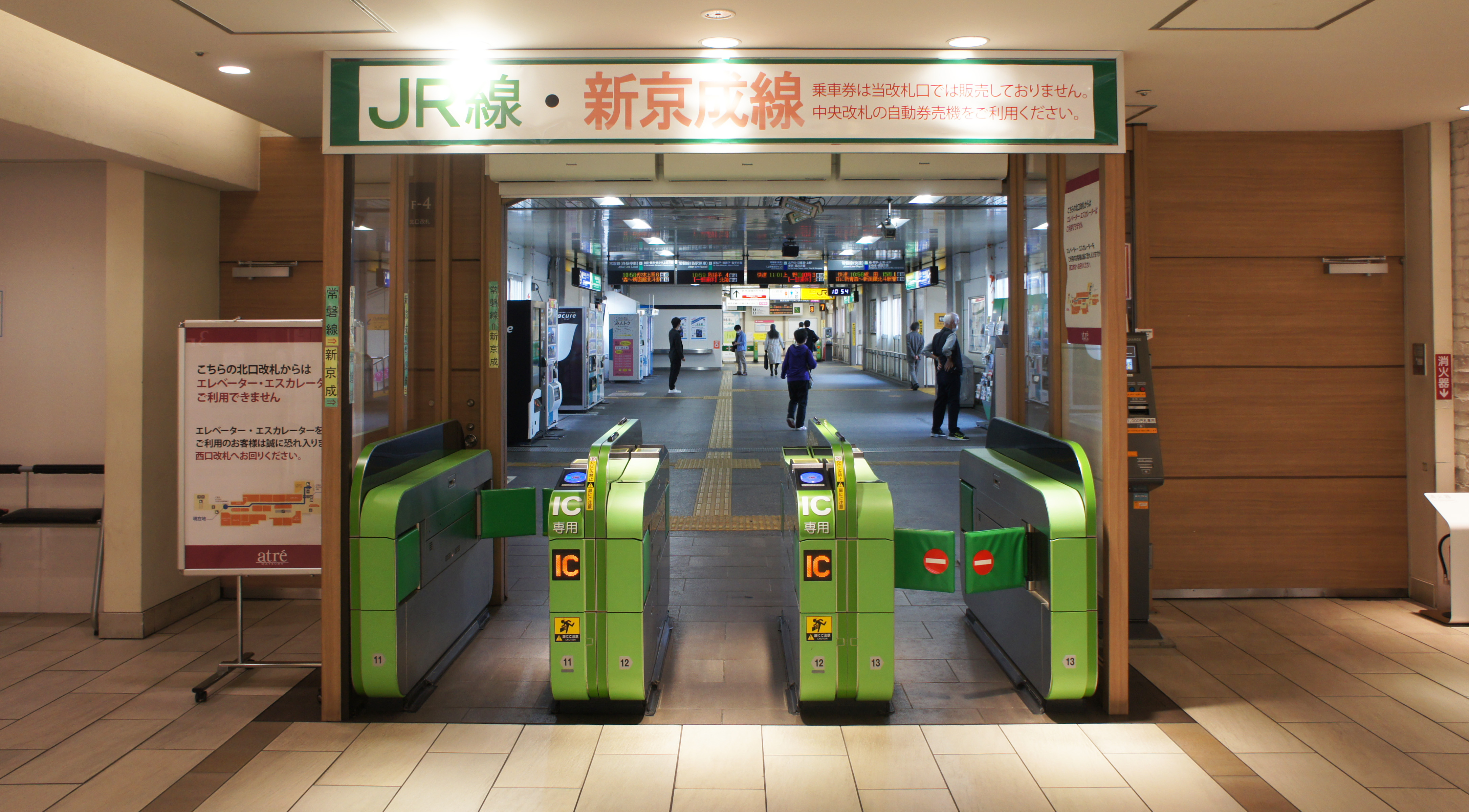
駅ビル北口改札口（2021年5月）
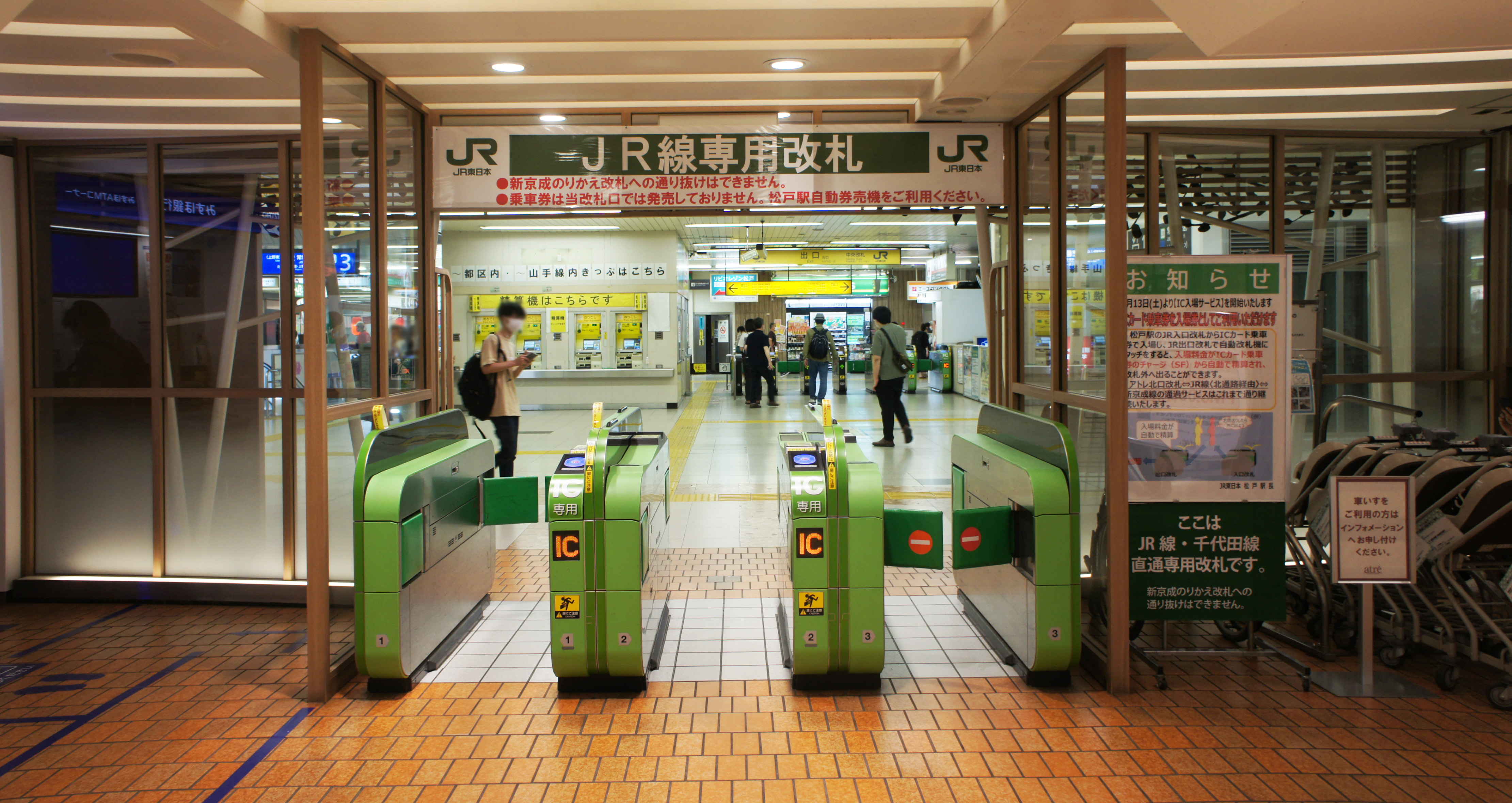
駅ビル西口改札口（2021年6月）
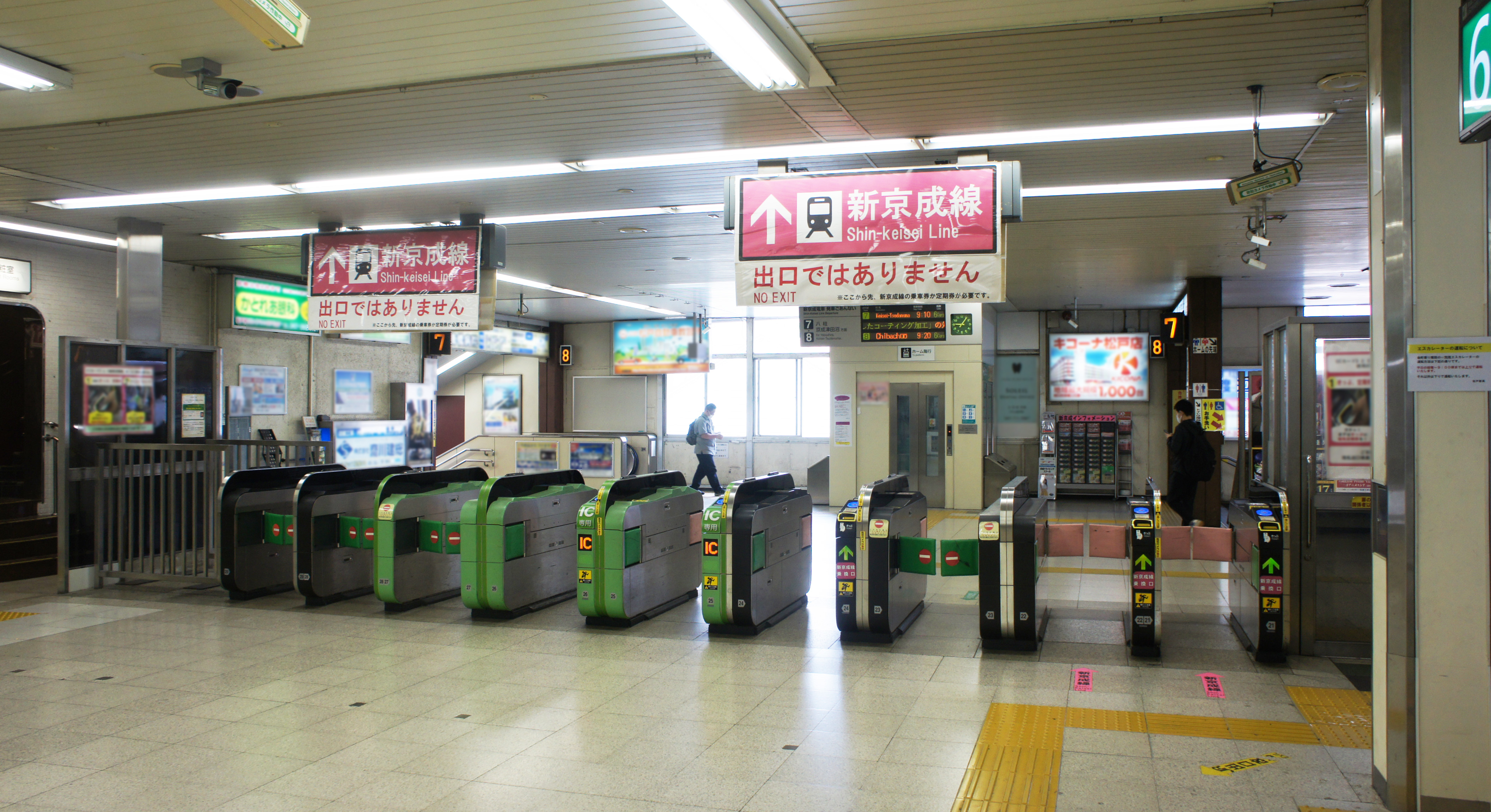
JR・新京成連絡改札口（2021年5月）
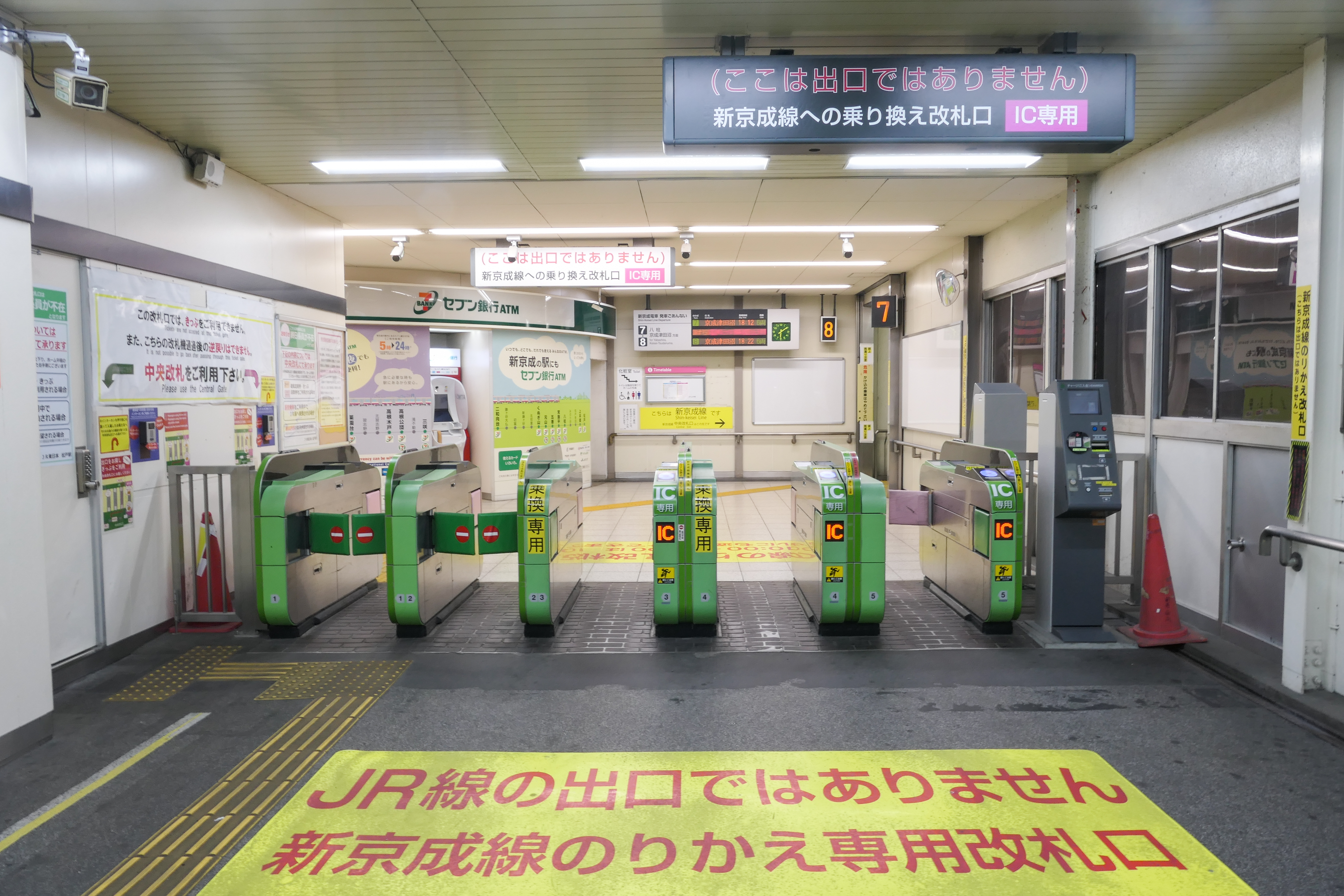
JR・新京成連絡改札口（2024年3月）※ICカード専用
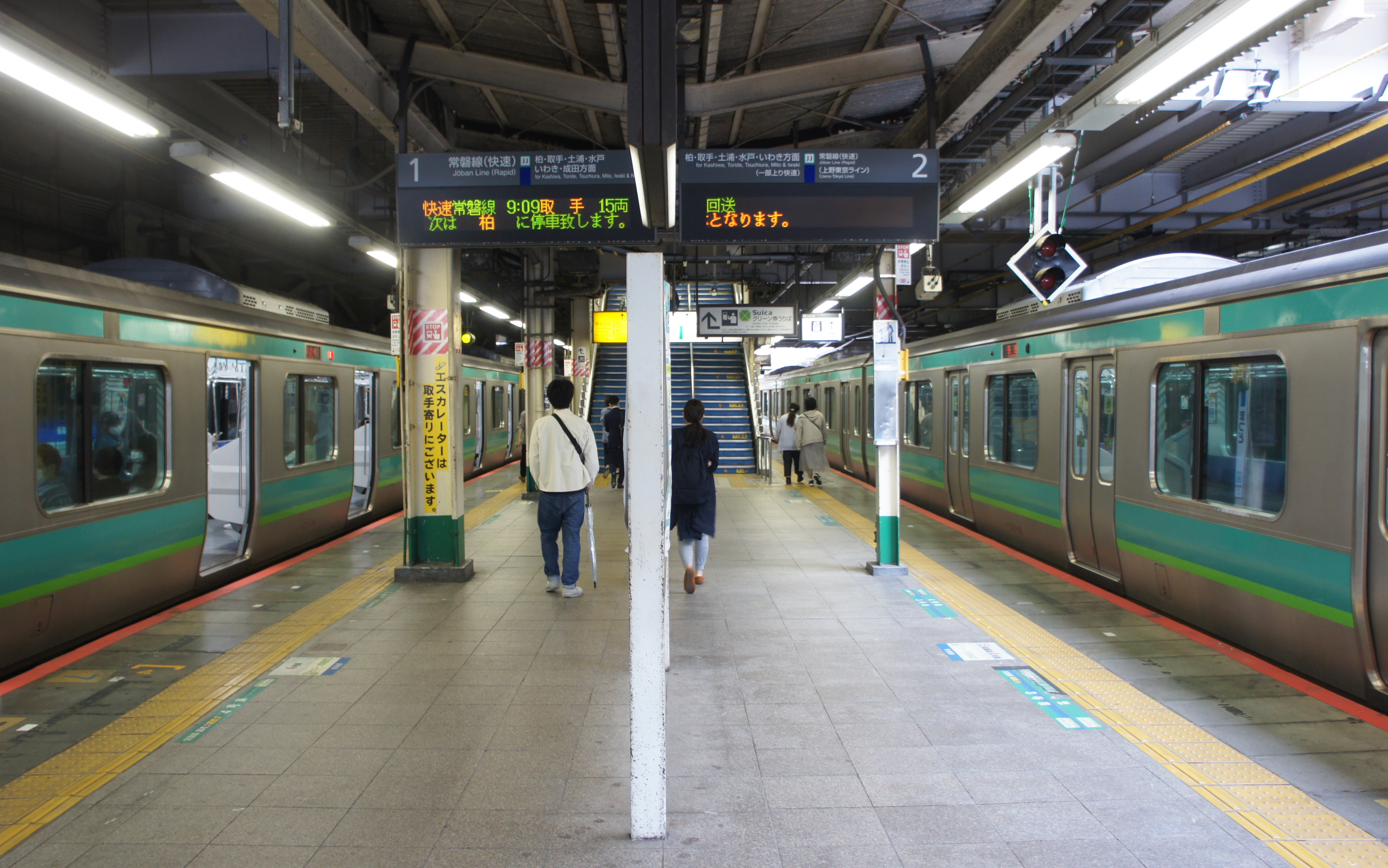
1・2番線ホーム（2021年5月）
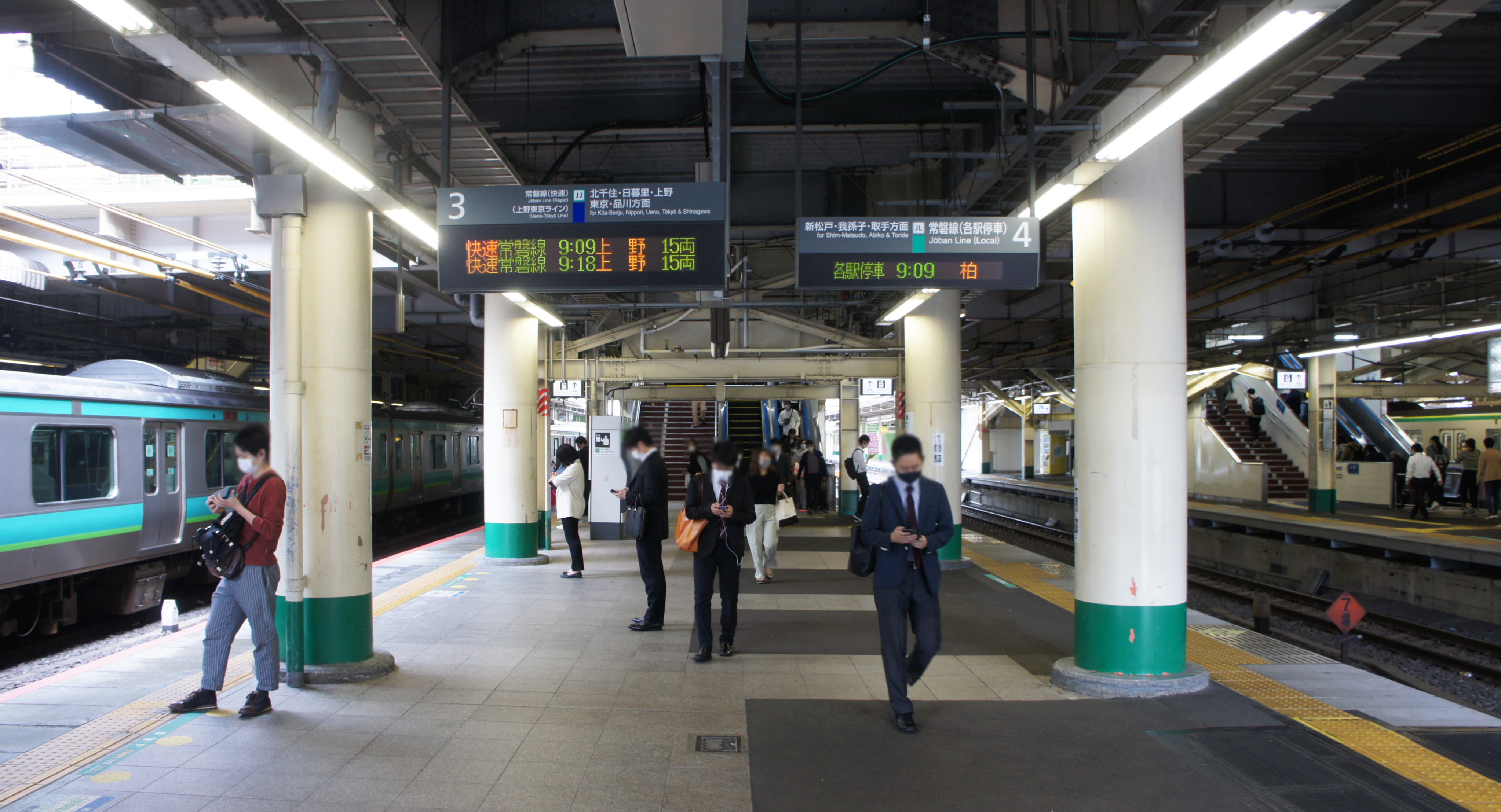
3・4番線ホーム（2021年5月）
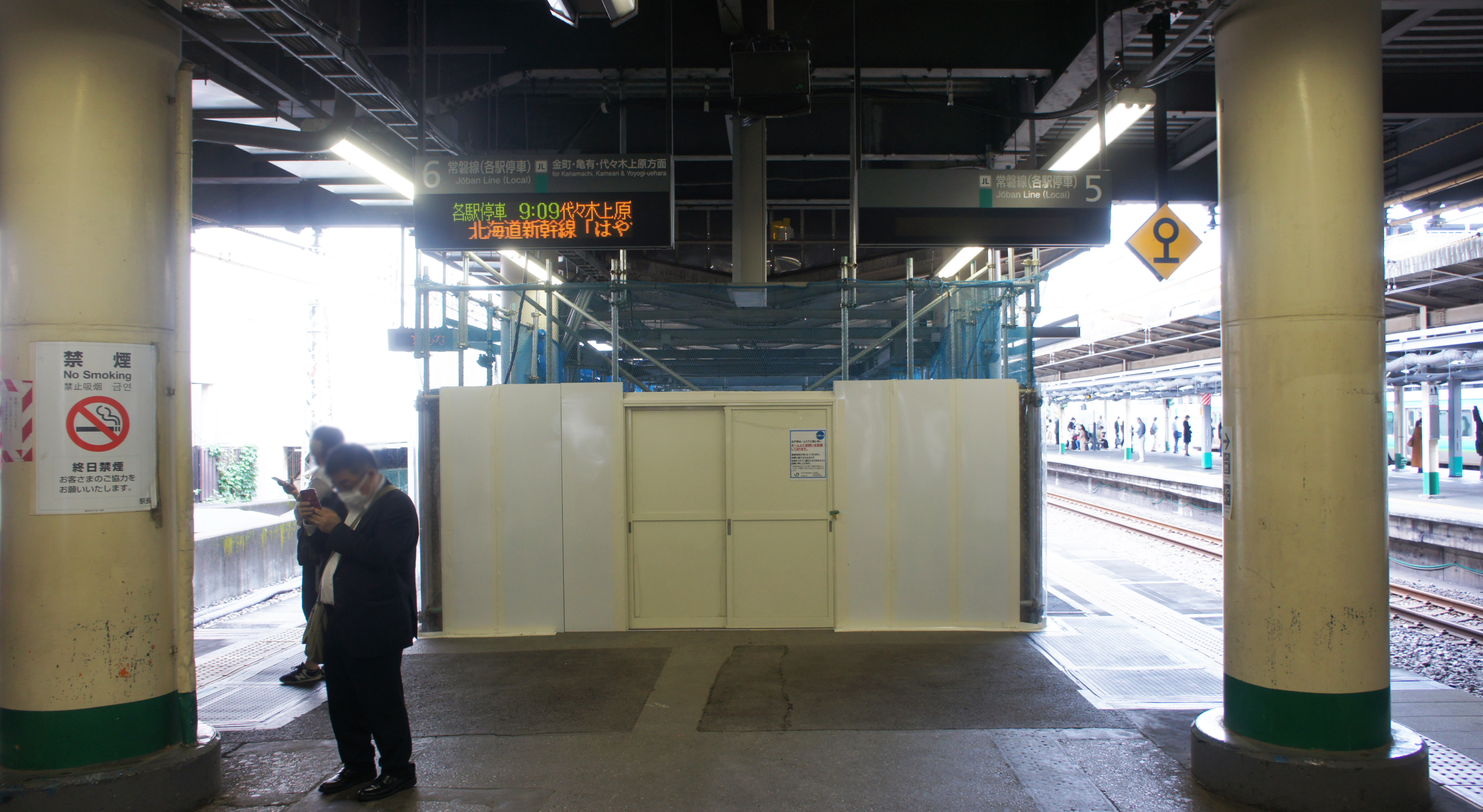
5・6番線ホーム（2021年5月）
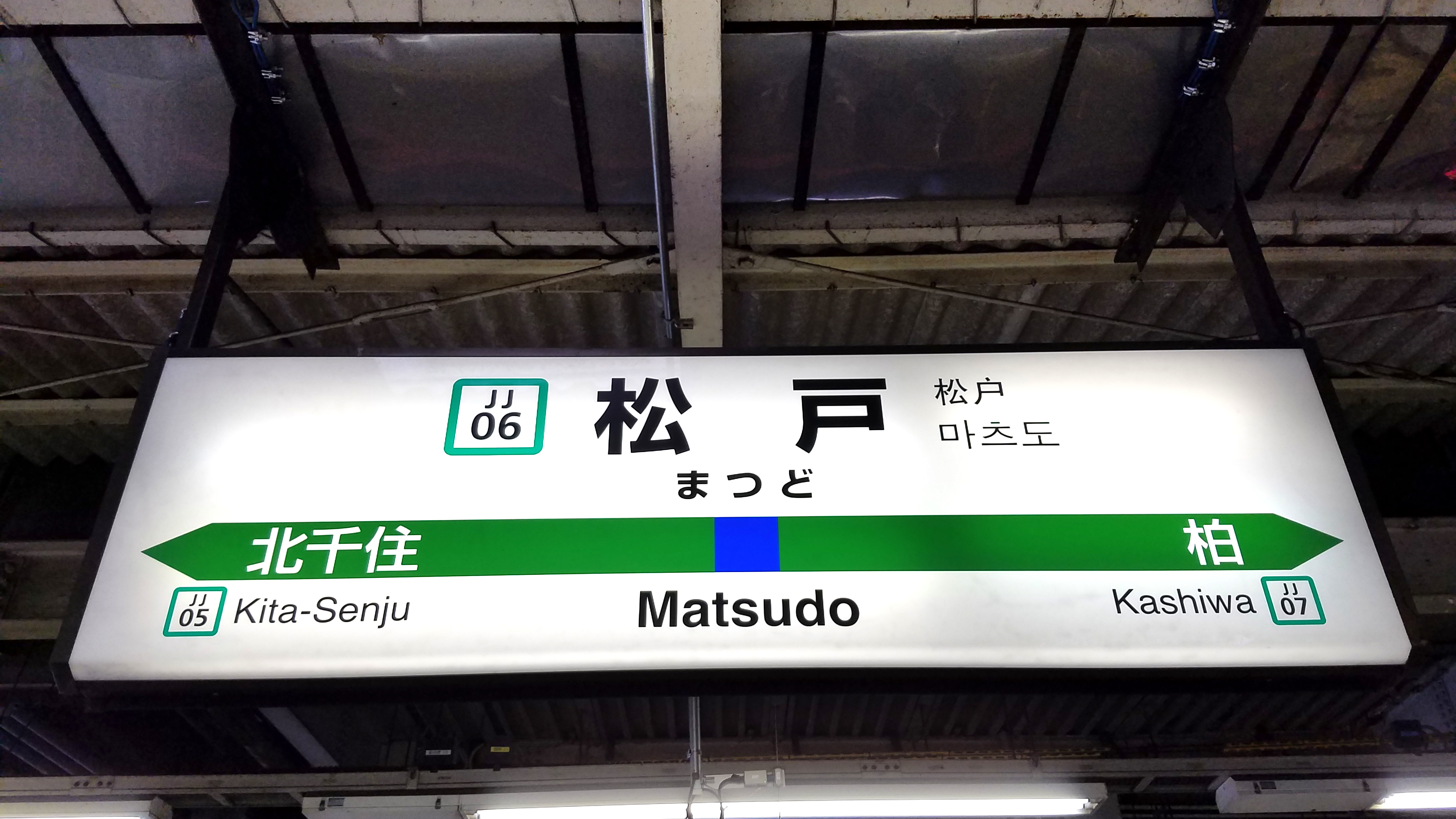
駅名標（2021年7月）

#### 配線図
| ← 北千住・上野・東京・品川 ・代々木上原・ 田端信号場・ 新小岩信号場 方面 | 東日本旅客鉄道 松戸駅周辺鉄道配線略図 | → 柏・取手 ・水戸 方面 |
| | ↓ 松戸車両センター                    |                        |
| 凡例 出典:以下を参考に作成。 * 祖田圭介、「松戸駅付近の配線略図」、「特集 短絡線ミステリー8 - 首都圏・関西圏JR通勤電車の車両基地」、 交友社、『鉄道ファン』、第46巻1号（通巻第537号） 2006年1月号、47頁、図59。 * JR東日本公式ホームページ 各駅情報（松戸駅） 構内図、2006年10月現在 |                                       |                        |

### 京成電鉄
島式ホーム1面2線を持つ地上駅である。駅番号はKS88。番線表示はJRと連番で設定している。
松戸駅管区として、上本郷駅 - 常盤平駅間の各駅を管理下に置いている。

#### のりば
| 番線 | 路線   | 行先                     |
| ---- | ------ | ------------------------ |
| 7・8 | 松戸線 | 北習志野・京成津田沼方面 |

（出典：京成電鉄:駅構内図）
- 2006年（平成18年）12月10日から、京成電鉄千葉線千葉中央駅までの直通運転が開始された。

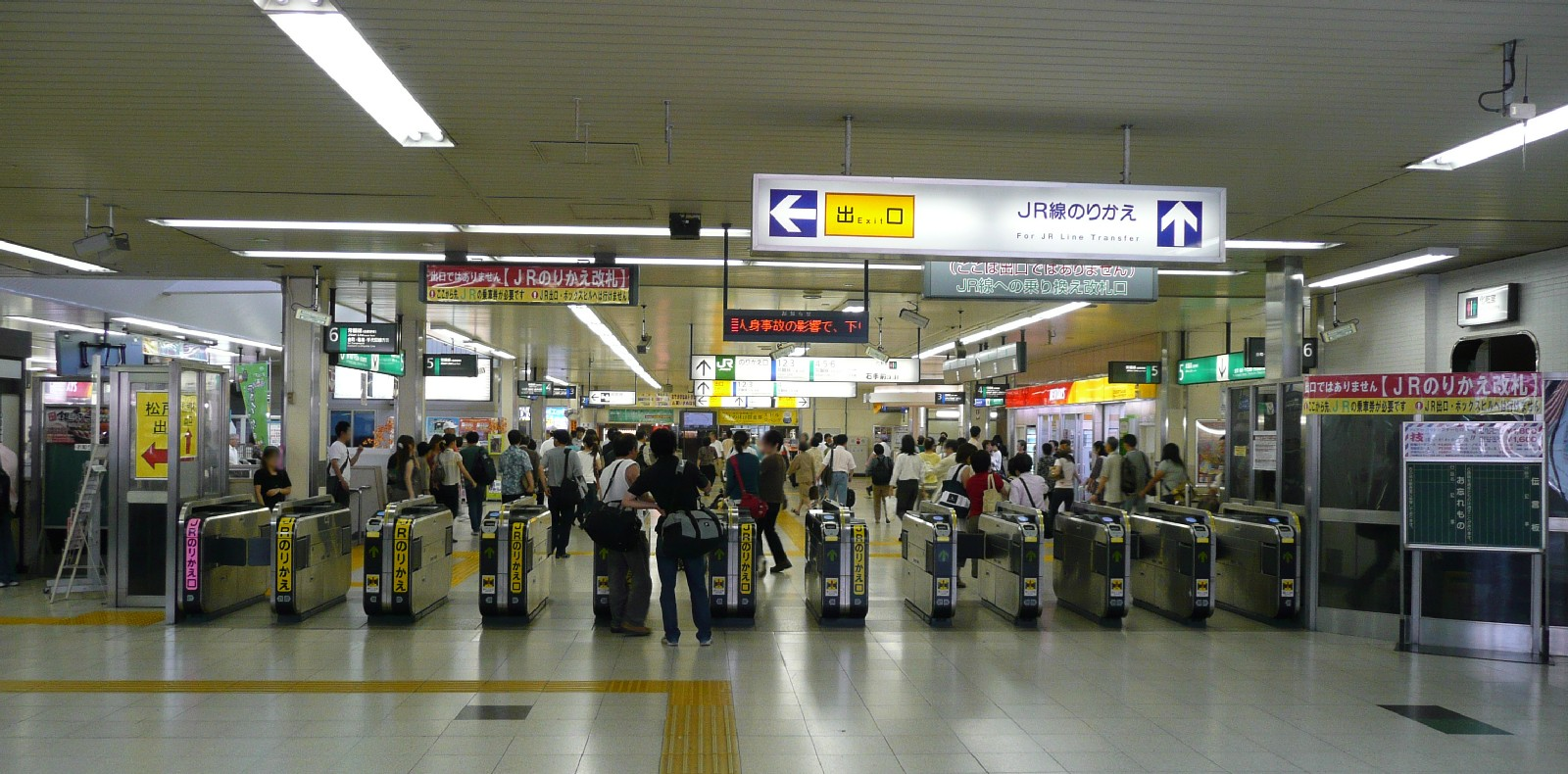
JR・新京成連絡改札口(新京成電鉄時代)（2008年9月）
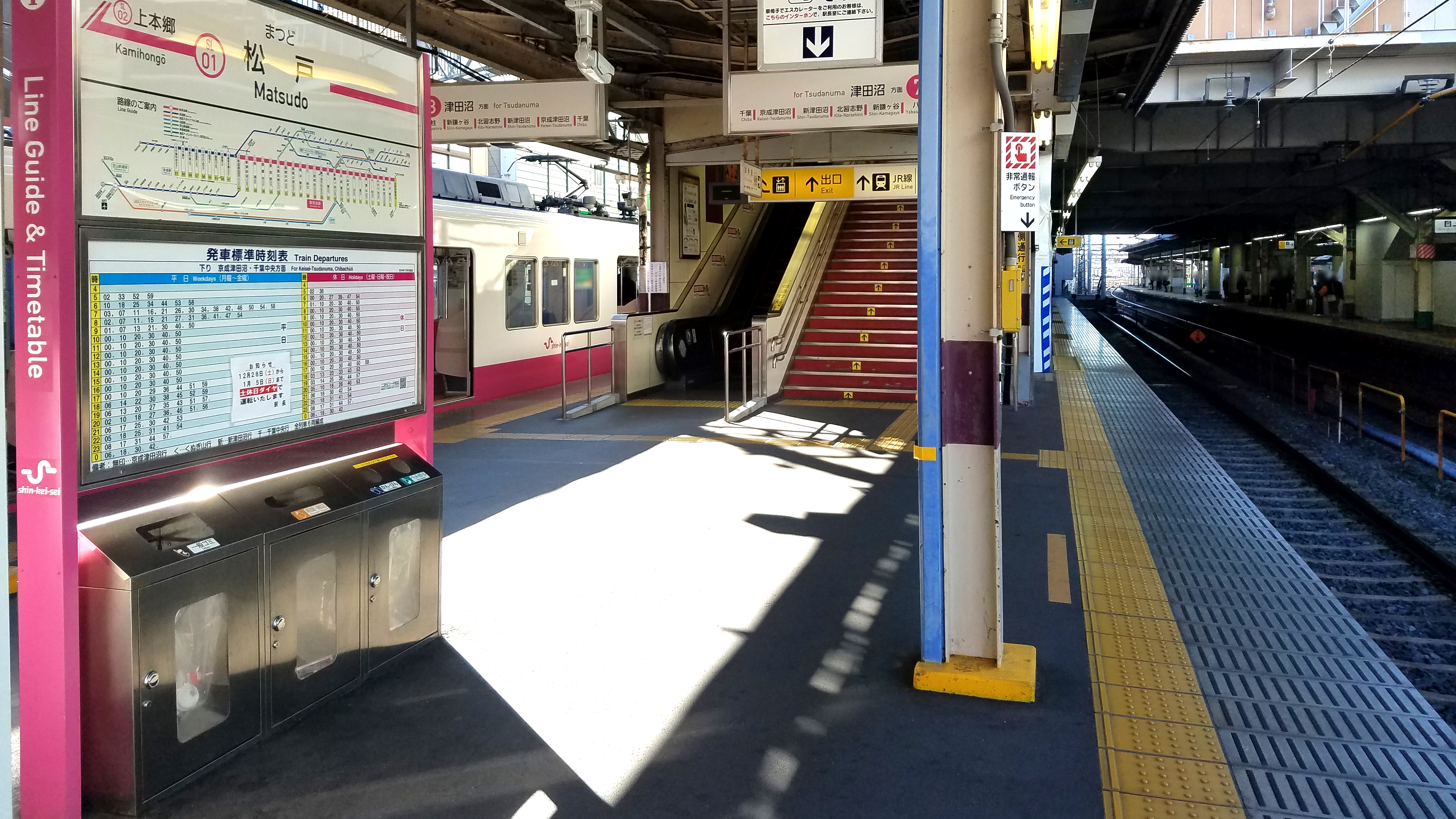
7・8番線ホーム (新京成電鉄時代)（2020年1月）
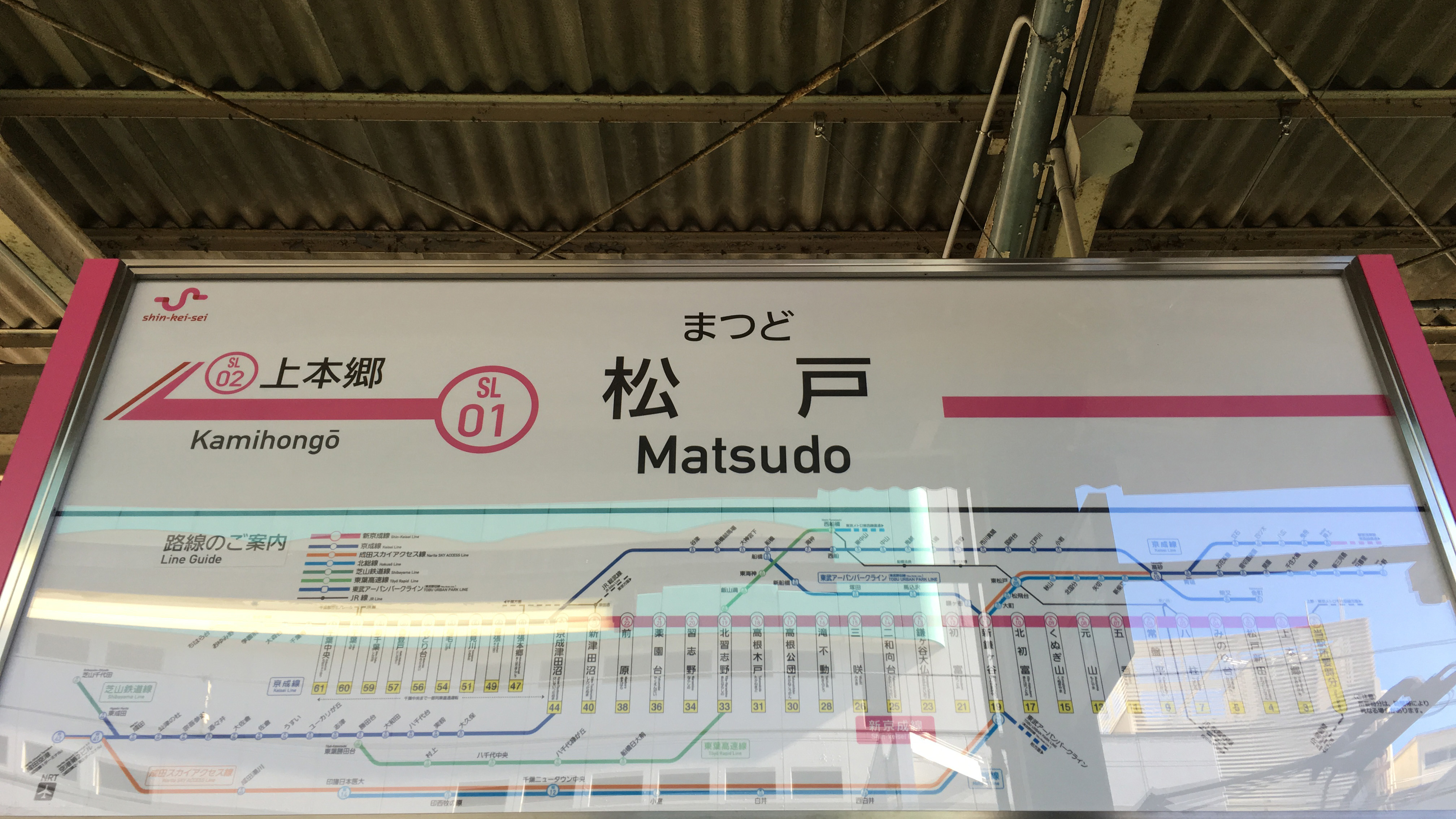
駅名標 (新京成電鉄時代)（2015年12月）

## 輸送上の特徴など
- JR東日本首都圏本部の中で、常磐線の三河島駅 - 取手駅間は「松戸地区」と呼ばれており、このエリアの拠点となっている。
- 常磐線（快速線のE231系、各駅停車のE233系）の車両基地である松戸車両センター所在駅である。このため出・入庫を兼ねて、当駅始発・終点が設定されている。朝4時台の一番列車（上野行きの快速と北千住行き各駅停車）は当駅始発であり、夜も上野発0時33分と北千住発0時48分に当駅止まりがある（後者は松戸着01時02分であり、1時をすぎて到着する数少ない便である）。我孫子・取手方面においても、一番列車と最終列車で当駅始発・終点が設定されている。なお、各駅停車の当駅止まりは折り返し（朝は留置線へ回送したのち本線へ入線）の設定があるが、快速の当駅止まりは全て車両基地へ回送されるため、折り返しの設定はない。
- かつては松戸運転区および松戸車掌区の所在地でもあったが2012年3月16日に廃止になっている[17]。
- 上り各駅停車の当駅発最終電車は0時17分発の北千住行である。
- 2015年（平成27年）3月14日改正ダイヤでは、千代田線車両1本が松戸車両センターでそれぞれ運用終了・夜間留置となる「外泊運用」がある。

## 利用状況
- JR東日本 - 2023年度の1日平均乗車人員は88,200人である[利用客数 1]。
同社の駅の中では浦和駅に次ぐ第40位である。千葉県内の駅の中では6位である。千葉県内の常磐線の駅のなかでは柏駅に次ぐ2位である。この人数には各駅停車と快速の相互乗り換えの人数は含まれない。
- 京成電鉄 - 2024年度の1日平均乗降人員は93,981人である[京成 1]。

2005年度以降の1日平均乗降人員の推移は下表のとおりである（JRは除く）。両社とも「松戸花火大会」開催時には、当駅が最寄り駅になるため非常に混雑する。そのため臨時列車の運転を行うことがある。
| 年度               | 新京成電鉄       | 新京成電鉄 |
| 年度               | 1日平均 乗降人員 | 増加率     |
| ------------------ | ---------------- | ---------- |
| 2005年（平成17年） | 109,265          |            |
| 2006年（平成18年） | 109,648          | 0.3%       |
| 2007年（平成19年） | 110,561          | 0.8%       |
| 2008年（平成20年） | 110,072          | −0.4%      |
| 2009年（平成21年） | 108,460          | −1.5%      |
| 2010年（平成22年） | 107,463          | −0.9%      |
| 2011年（平成23年） | 105,265          | −2.0%      |
| 2012年（平成24年） | 106,672          | 1.3%       |
| 2013年（平成25年） | 107,318          | 0.6%       |
| 2014年（平成26年） | 105,205          | −2.0%      |
| 2015年（平成27年） | 106,418          | 1.2%       |
| 2016年（平成28年） | 106,525          | 0.1%       |
| 2017年（平成29年） | 106,728          | 0.2%       |
| 2018年（平成30年） | 105,921          | −0.8%      |
| 2019年（令和元年） | 105,704          | −0.2%      |
| 2020年（令和02年） | 79,250           | −25.0%     |
| 2021年（令和03年） | 82,080           | 3.6%       |
| 2022年（令和04年） |                  |            |
| 2023年（令和05年） | 93,292           |            |
| 2024年（令和06年） | 93,981           | 0.7%       |

1990年度（平成2年度）以降の1日平均乗車人員推移は以下の通りである。
| 年度               | JR東日本 | 新京成電鉄 | 出典     |
| ------------------ | -------- | ---------- | -------- |
| 1990年（平成02年） | 116,701  | 61,652     | [ * 2 ]  |
| 1991年（平成03年） | 111,573  | 56,713     | [ * 3 ]  |
| 1992年（平成04年） | 111,171  | 56,438     | [ * 4 ]  |
| 1993年（平成05年） | 109,699  | 55,932     | [ * 5 ]  |
| 1994年（平成06年） | 114,102  | 62,974     | [ * 6 ]  |
| 1995年（平成07年） | 113,421  | 61,831     | [ * 7 ]  |
| 1996年（平成08年） | 113,190  | 61,796     | [ * 8 ]  |
| 1997年（平成09年） | 110,822  | 60,599     | [ * 9 ]  |
| 1998年（平成10年） | 108,419  | 59,784     | [ * 10 ] |
| 1999年（平成11年） | 106,804  | 58,605     | [ * 11 ] |
| 2000年（平成12年） | 104,051  | 57,022     | [ * 12 ] |
| 2001年（平成13年） | 103,608  | 56,724     | [ * 13 ] |
| 2002年（平成14年） | 103,183  | 56,061     | [ * 14 ] |
| 2003年（平成15年） | 103,126  | 55,575     | [ * 15 ] |
| 2004年（平成16年） | 102,517  | 55,124     | [ * 16 ] |
| 2005年（平成17年） | 101,602  | 54,810     | [ * 17 ] |
| 2006年（平成18年） | 101,480  | 55,042     | [ * 18 ] |
| 2007年（平成19年） | 102,835  | 55,594     | [ * 19 ] |
| 2008年（平成20年） | 102,062  | 55,209     | [ * 20 ] |
| 2009年（平成21年） | 100,591  | 54,428     | [ * 21 ] |
| 2010年（平成22年） | 99,468   | 53,920     | [ * 22 ] |
| 2011年（平成23年） | 98,161   | 52,848     | [ * 23 ] |
| 2012年（平成24年） | 98,287   | 53,519     | [ * 24 ] |
| 2013年（平成25年） | 99,418   | 53,845     | [ * 25 ] |
| 2014年（平成26年） | 98,076   | 52,759     | [ * 26 ] |
| 2015年（平成27年） | 100,079  | 53,332     | [ * 27 ] |
| 2016年（平成28年） | 100,228  | 53,374     | [ * 28 ] |
| 2017年（平成29年） | 100,831  | 53,474     | [ * 29 ] |
| 2018年（平成30年） | 99,909   | 53,037     | [ * 30 ] |
| 2019年（令和元年） | 100,062  | 52,984     | [ * 31 ] |
| 2020年（令和02年） | 74,813   |            | [ * 32 ] |
| 2021年（令和03年） | 78,216   |            | [ * 33 ] |
| 2022年（令和04年） | 84,595   |            |          |
| 2023年（令和05年） | 88,200   |            |          |

## 駅周辺
南口駅前通りは、かつて旧水戸街道の宿場町、水運で栄えた松戸の町は、江戸川に沿うようにあり、当駅は「相模台」と呼ばれる台地と旧来の市街地の狭間にできた。駅開業後、商業などの中心は駅周辺に移行した。
駅東西両方にペデストリアンデッキがあり、西口デッキ下とイトーヨーカドー前にバスターミナルがある。駅直結の駅ビル（アトレ）やイトーヨーカドーなどの総合スーパーがある他、オフィスビルや商業ビルも多く立ち並んでいる。また、市役所付近や相模台地区には国や県の出先機関が複数あり、駅周辺は体も東葛飾地方北部・JR常磐線沿線で柏駅に次ぐ乗降客数であると共に、行政面において同地区の拠点的な役割を果たしているため、相応に賑っている。毎年秋には「松戸まつり」が開催される。
- 西口駅前広場
  - 西口バス乗り場（詳細は後述）
- 東口駅前広場
  - タクシー乗り場
- 東口バスターミナル（松戸新京成バス専用・詳細は後述）

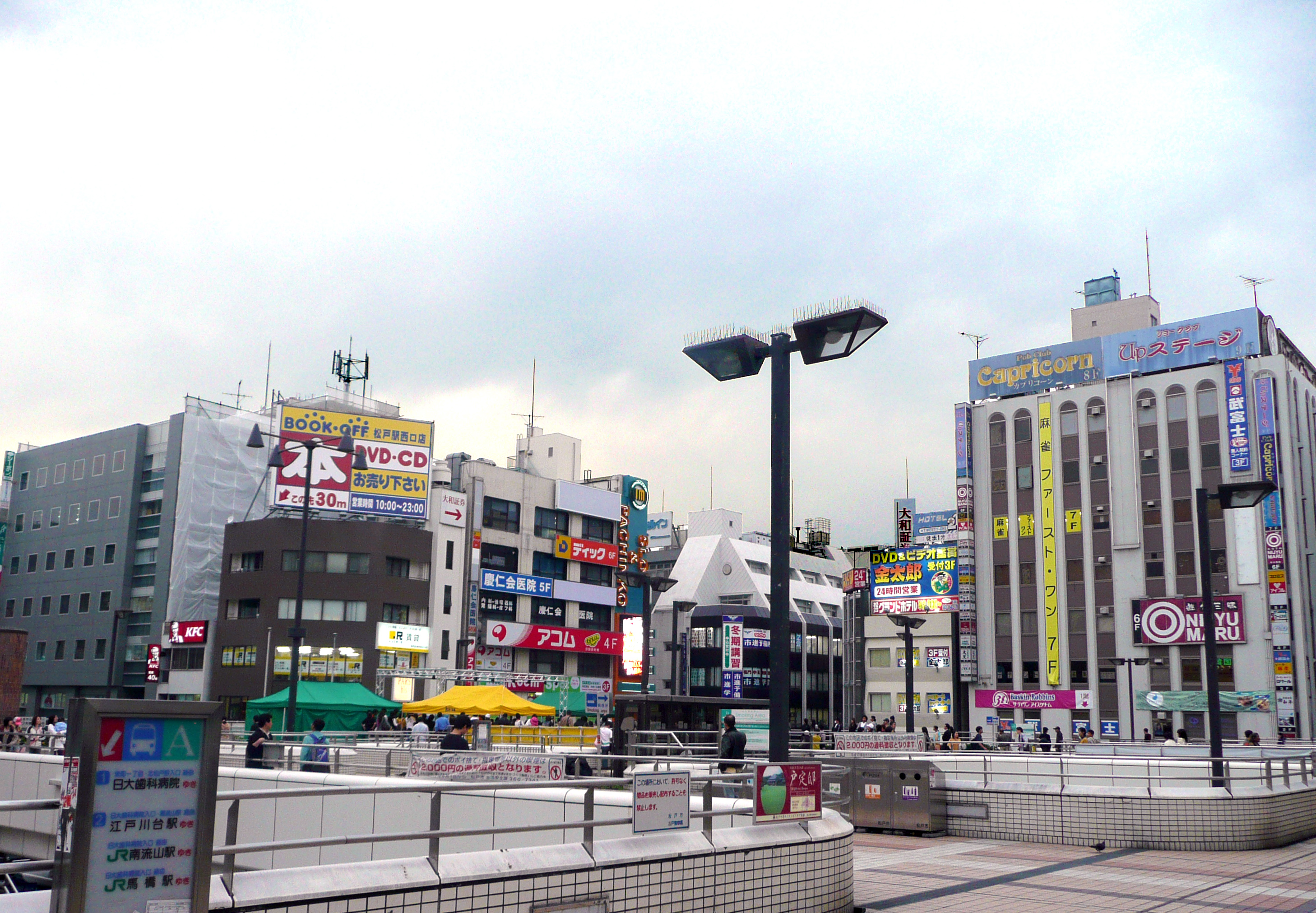
西口駅前広場の歩行者デッキ（2008年10月）
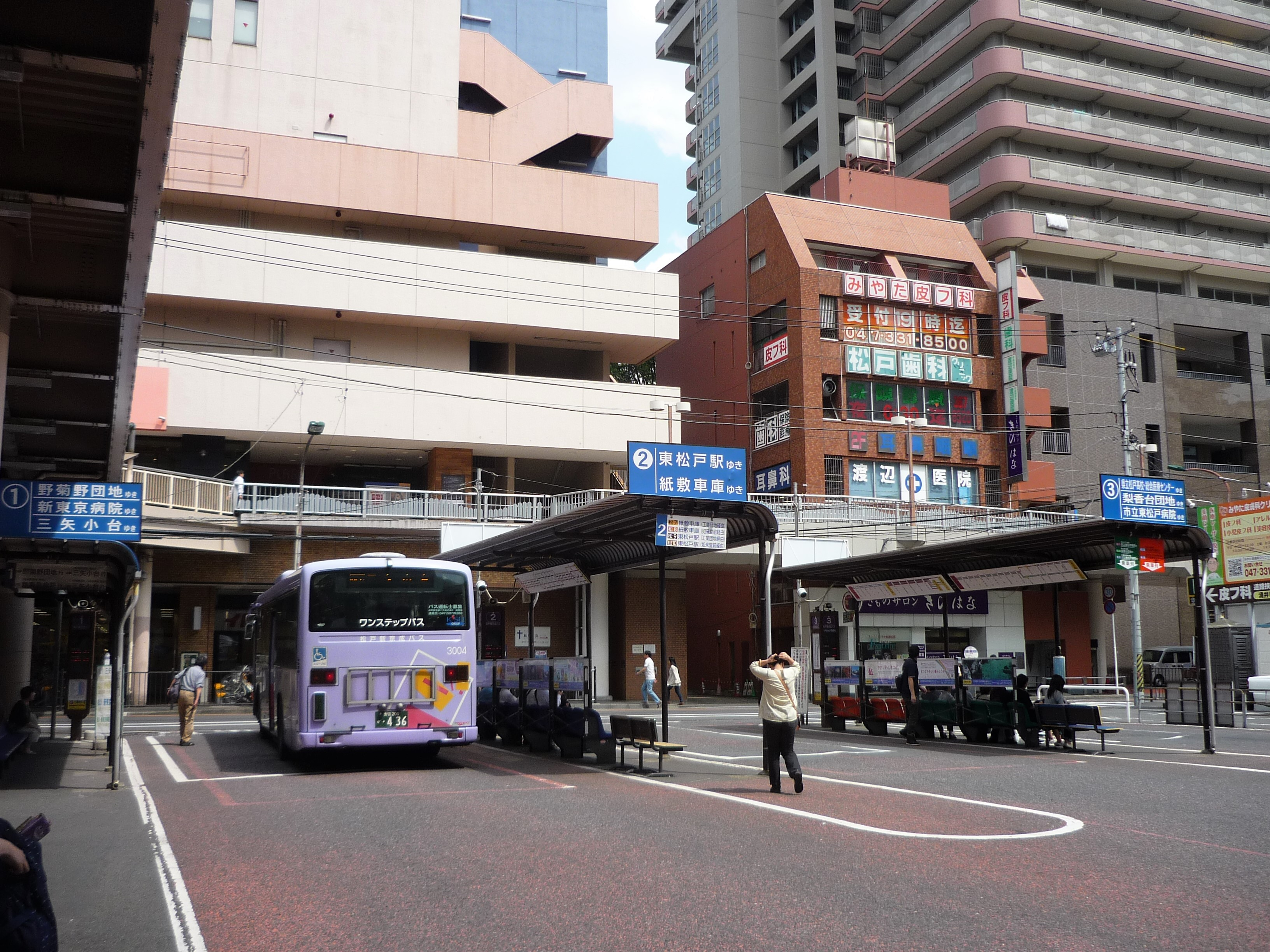
東口バスターミナル（2018年6月）

### 駅舎内の施設
- 改札内
  - VIEW ALTTE
  - Newdays（2024年5月オープン、キャッシュレス支払いのみの無人店舗）
- 改札外
  - アトレ松戸
  - VIEW ALTTE
  - みどりの窓口
  - 指定席券売機

### 名所旧跡・スポット
- 戸定が丘歴史公園（戸定邸）
- 松戸神社
- 松戸中央公園・市民プール

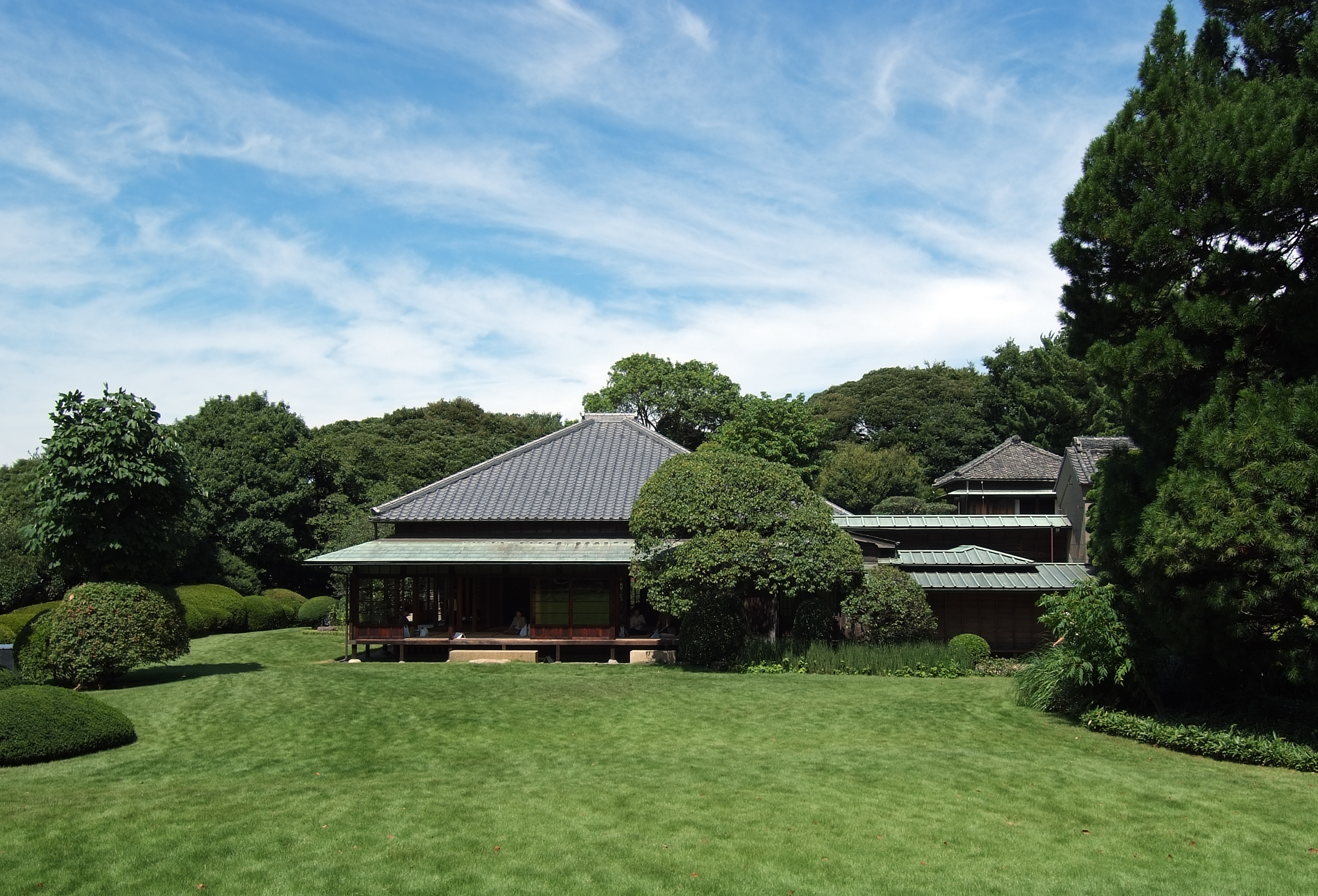
旧徳川家住宅松戸戸定邸
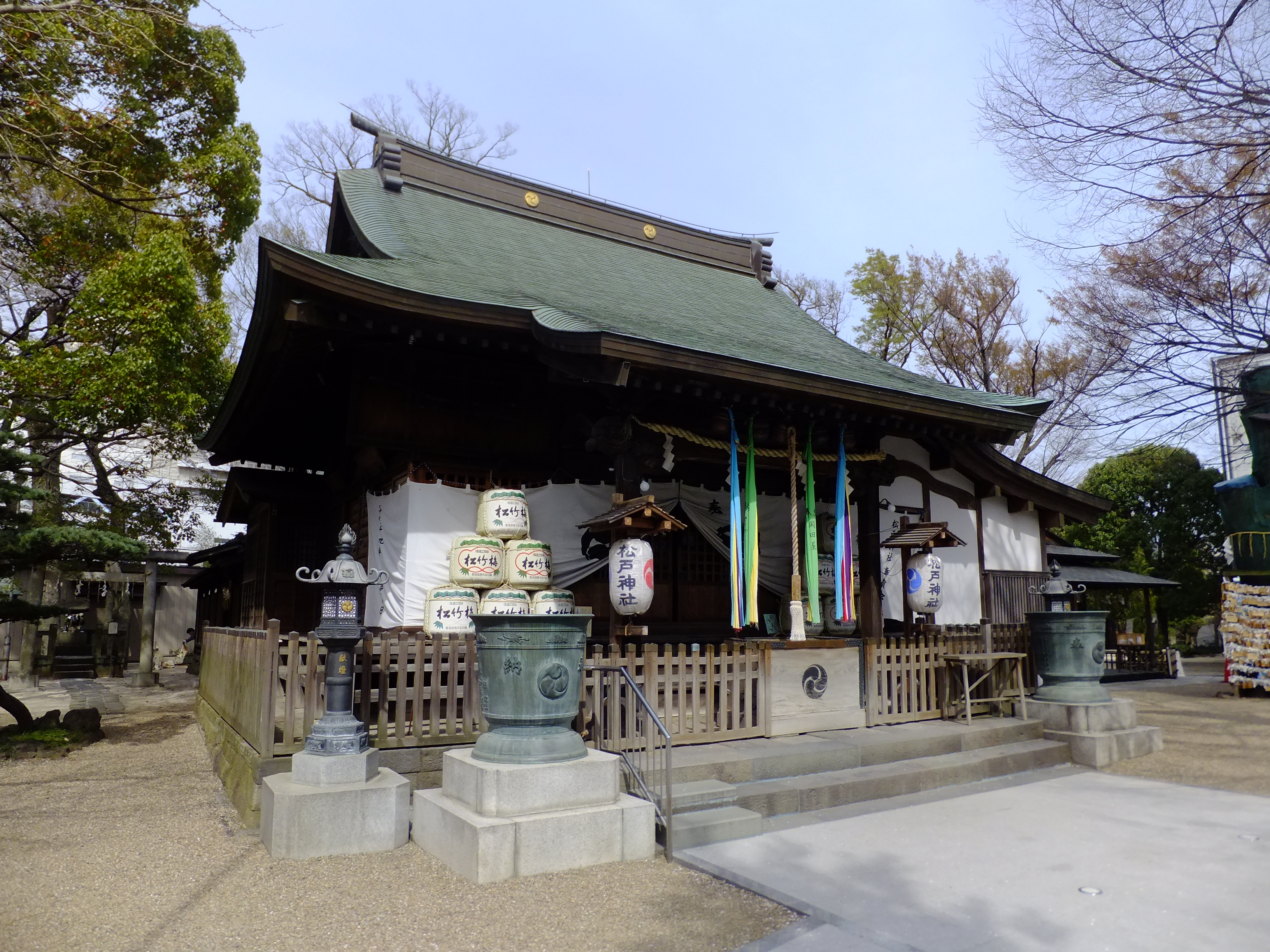
松戸神社

### 商業施設

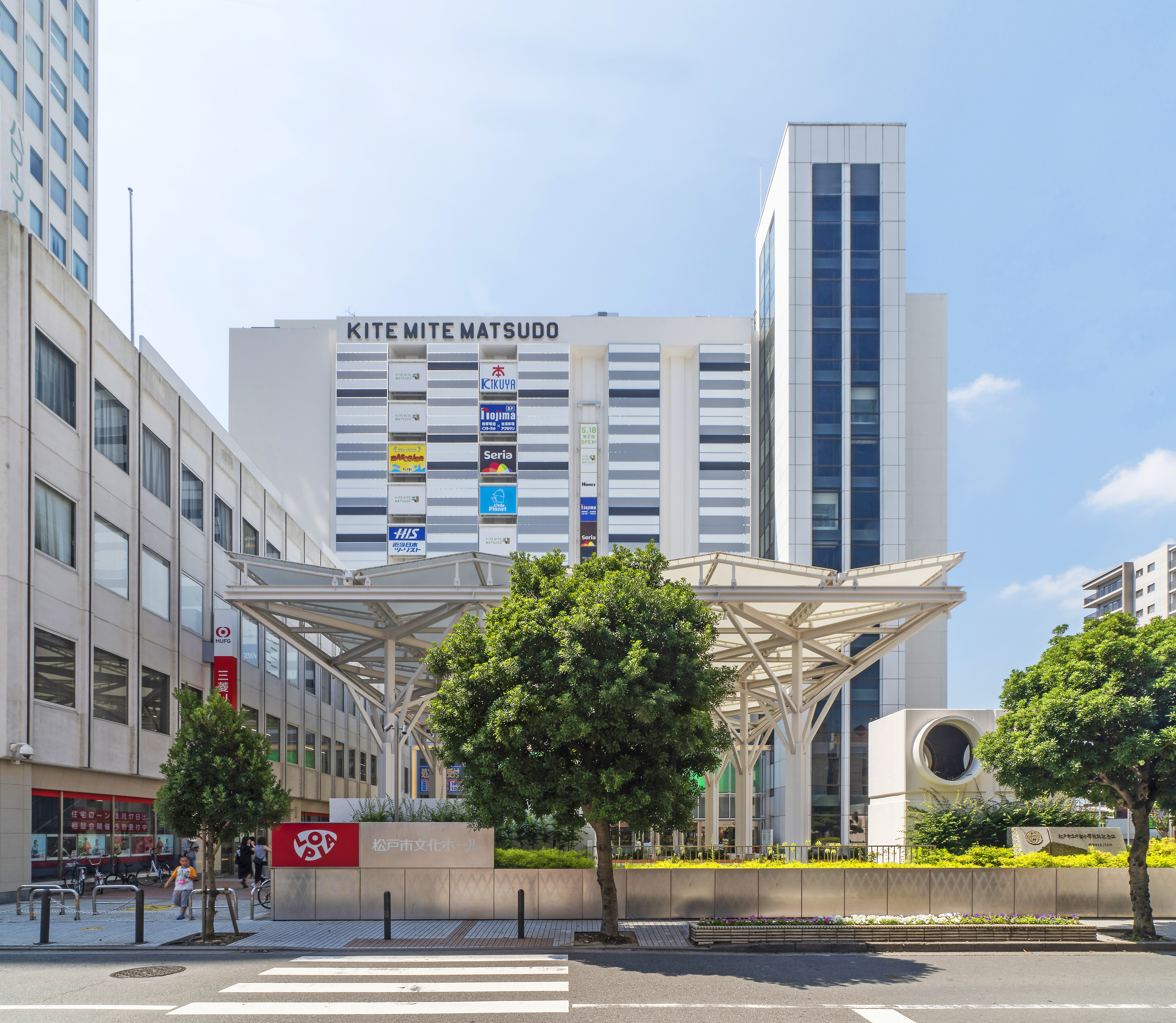
キテミテマツド
- アトレ松戸
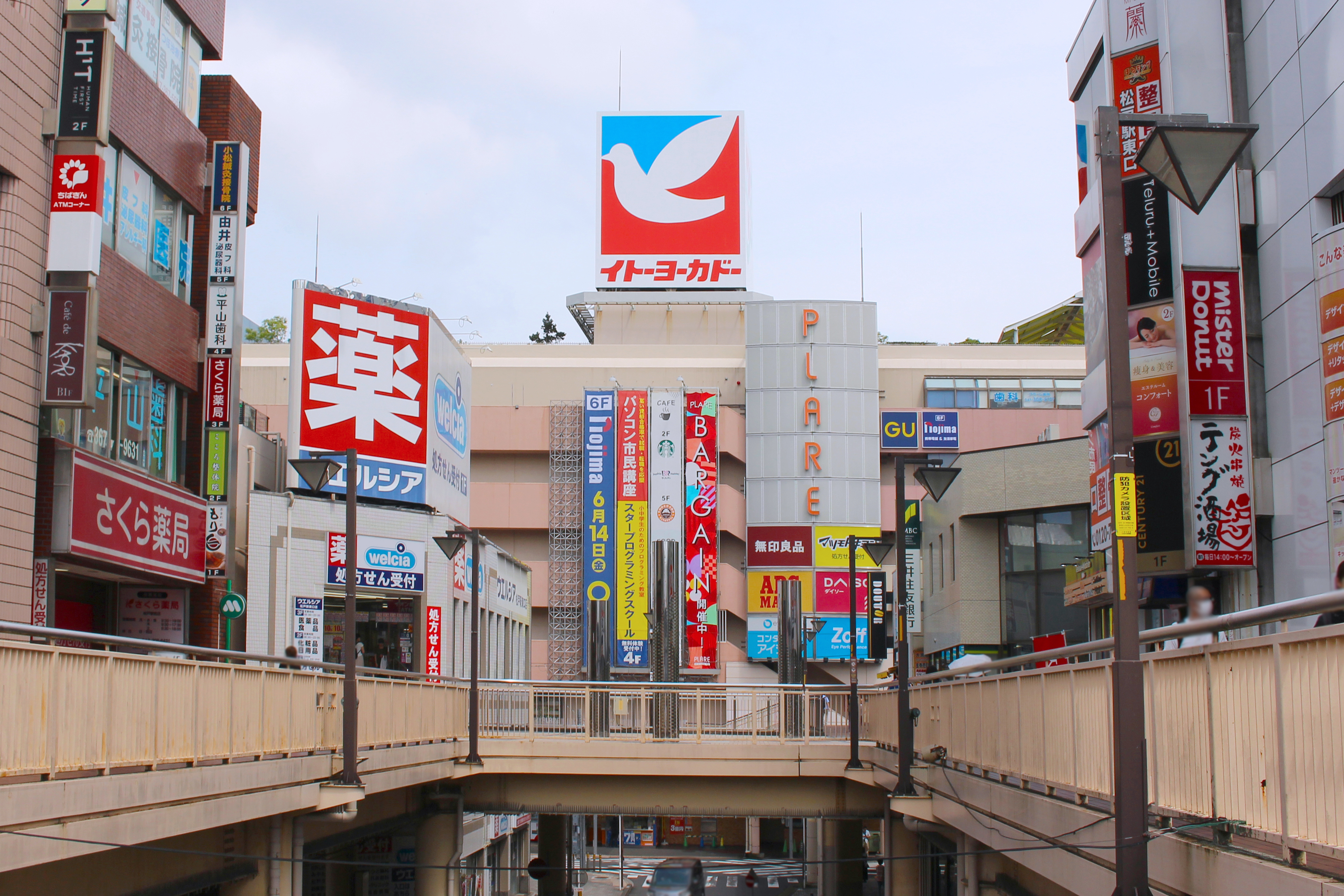
プラーレ松戸（イトーヨーカ堂松戸店）
- ピアザ松戸（アニメイト、ブックオフスーパーバザー、洋服の青山）
- ウエルシア
- 東横イン松戸駅東口
- ハードオフ・オフハウス松戸古ヶ崎店

- キテミテマツド
- イトーヨーカ堂松戸店

### 行政
- 千葉県東葛飾旅券事務所 (閉所、一部業務継続）
- 松戸市民会館
- 松戸市文化ホール
- 松戸市民劇場
- 松戸市立図書館
- 松戸市教育情報センター
- 松戸市行政サービスセンター（2024年1月移転予定）
- 松戸商工会議所
- 松戸公共職業安定所（ハローワーク）
- 松戸警察署松戸駅前交番

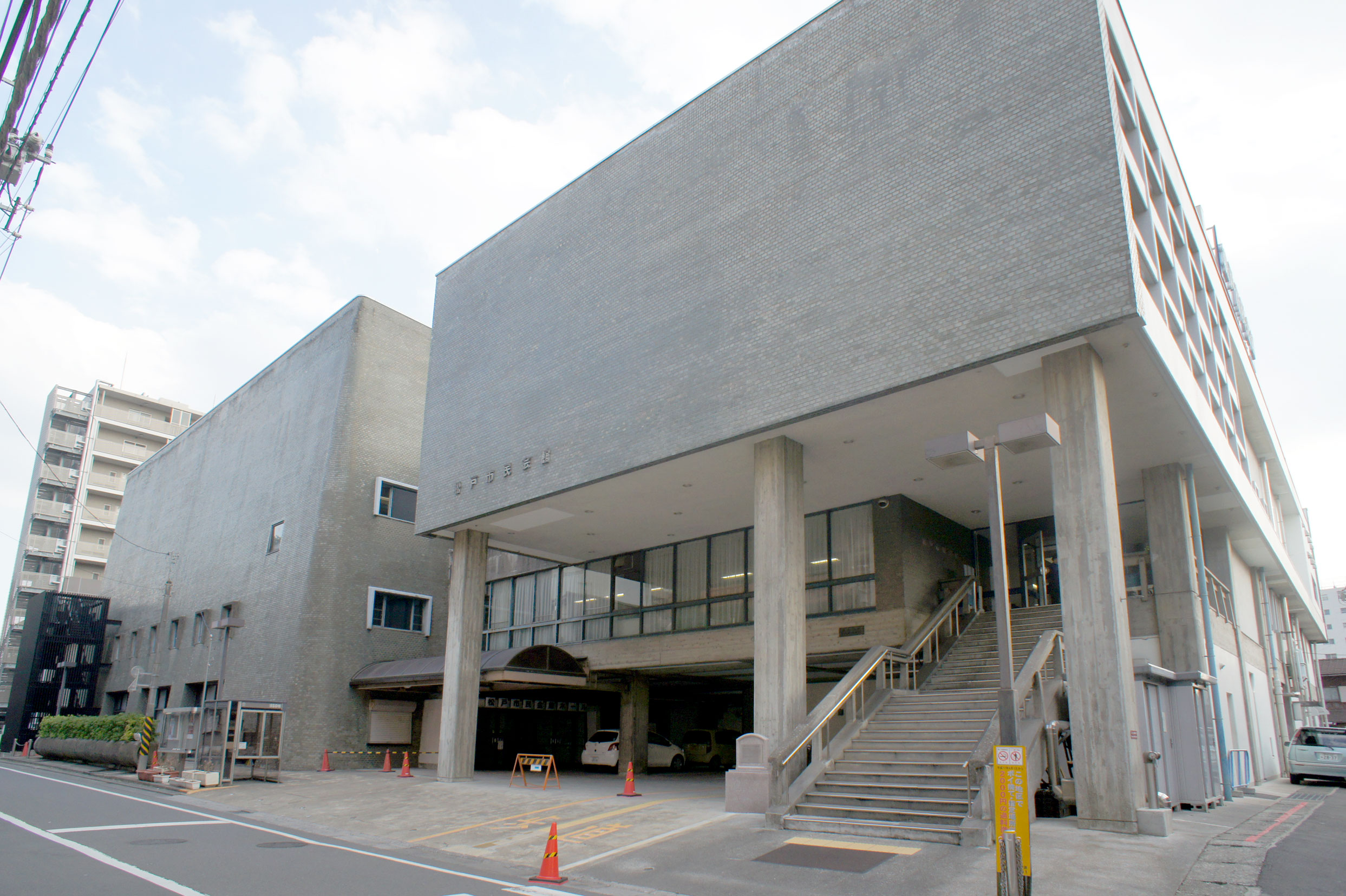
松戸市民会館
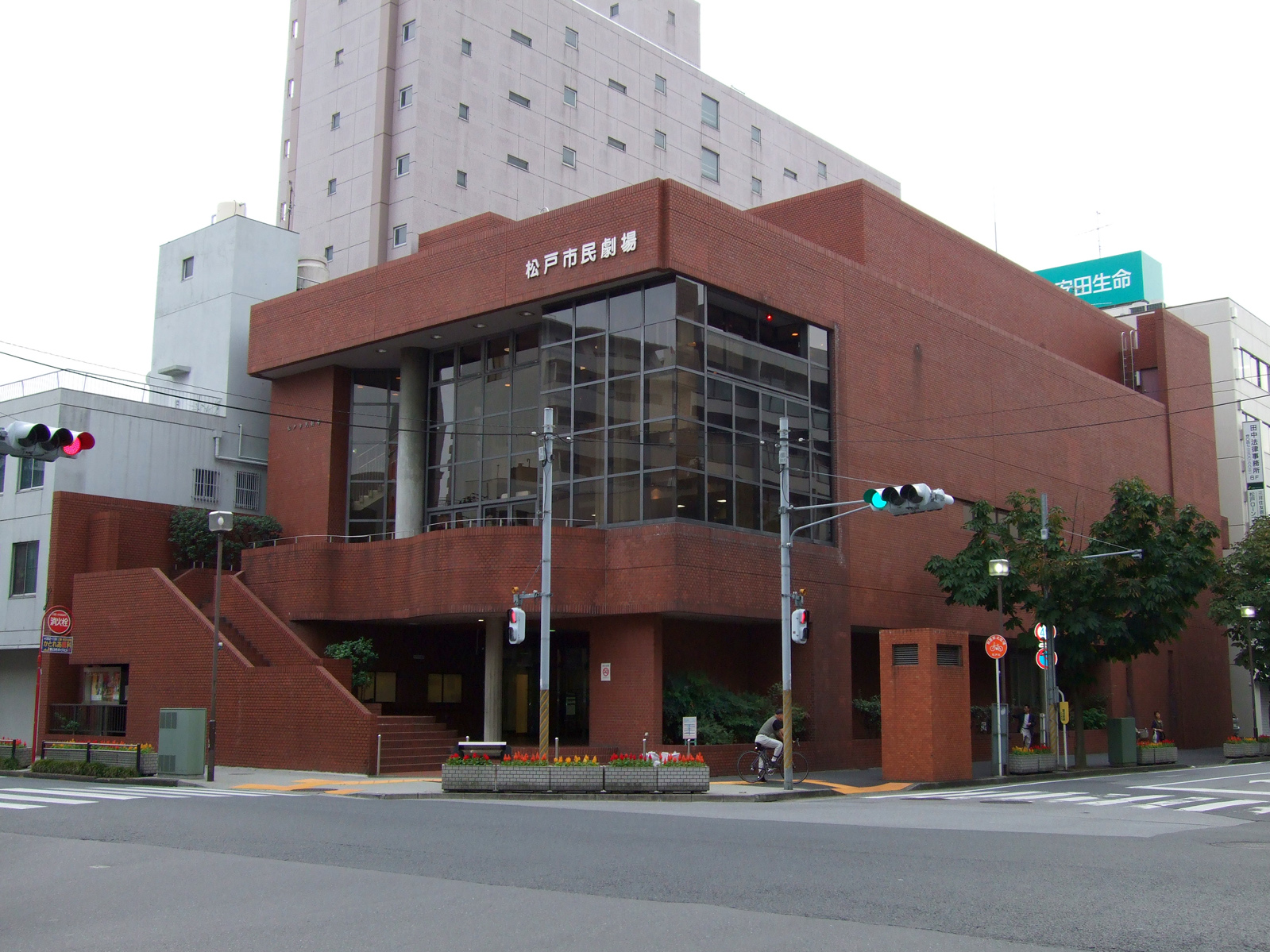
松戸市民劇場
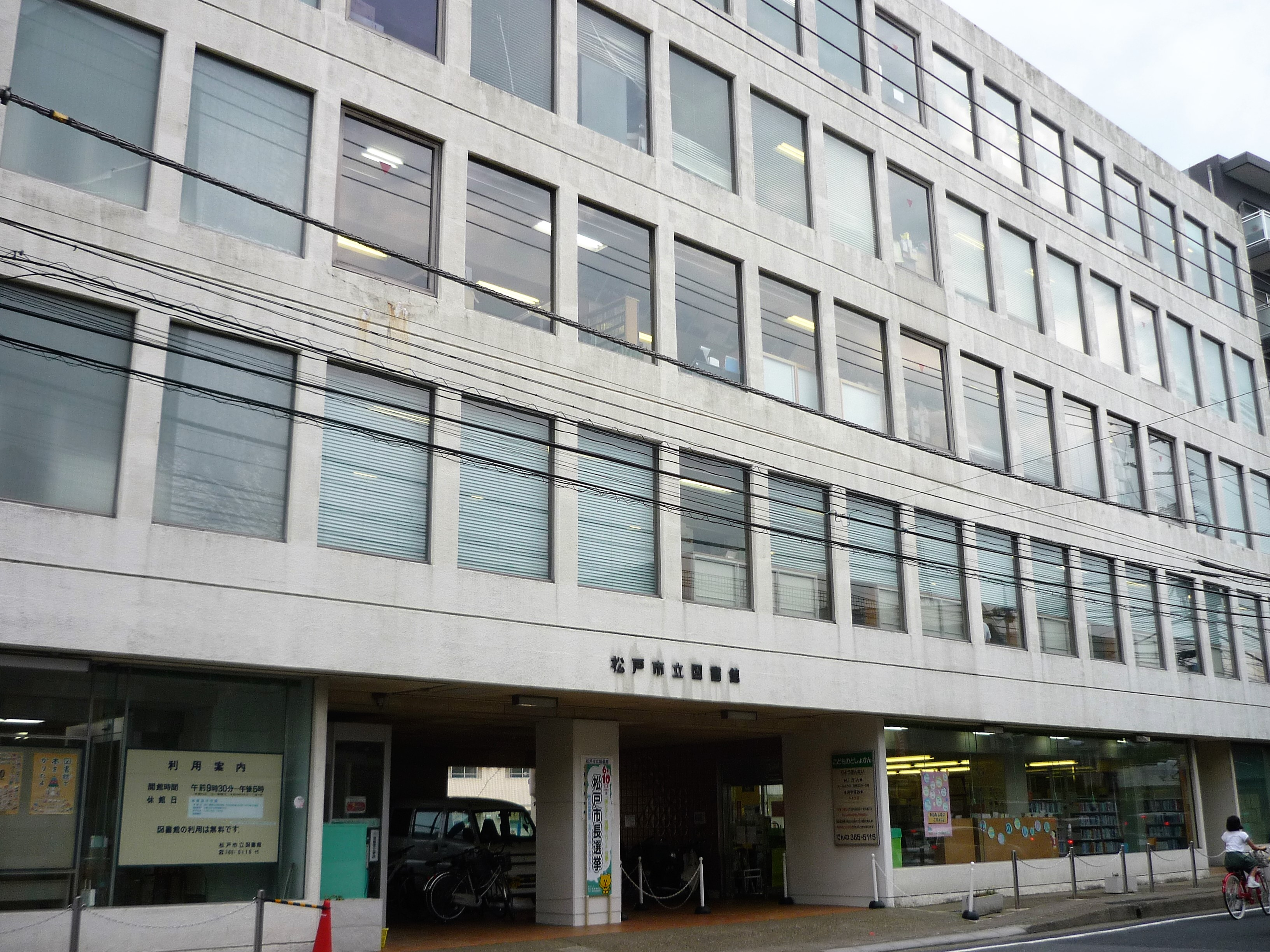
松戸市立図書館

### 金融・郵便局
- 松戸郵便局
- 松戸駅西口郵便局
- 松戸東口郵便局
- みずほ銀行松戸支店
- 三井住友信託銀行松戸支店
- 三井住友銀行松戸支店
- 三菱UFJ銀行松戸西口支店・松戸支店・五香支店・新松戸支店
- 千葉銀行松戸支店
- 常陽銀行松戸支店
- 東京スター銀行松戸支店
- 京葉銀行松戸支店
- 千葉興業銀行松戸支店
- 銚子商工信用組合松戸支店
- 商工組合中央金庫松戸支店
- 中央労働金庫松戸支店
- 野村證券松戸支店
- 大和証券松戸支店
- SMBC日興証券松戸支店
- 三菱UFJモルガン・スタンレー証券松戸支店

### 教育・訓練
- 千葉大学松戸キャンパス（園芸学部）
- 聖徳大学・聖徳大学短期大学部
- 就労移行支援事業所リンクス松戸

### 病院
- 新東京クリニック・新東京ハートクリニック

## バス路線
| のりば         | 運行事業者                                       | 系統・行先                                                                                | 備考                                               |
| 松戸駅（西口） | 松戸駅（西口）                                   | 松戸駅（西口）                                                                            | 松戸駅（西口）                                     |
| -------------- | ------------------------------------------------ | ----------------------------------------------------------------------------------------- | -------------------------------------------------- |
| 1              | 京成バス                                         | 松11：市川駅                                                                              |                                                    |
| 2              | 京成バス                                         | 松81・松82：日大歯科病院                                                                  |                                                    |
| 3              | 京成バス                                         | - 松71：南流山駅 / 江戸川台駅 - 松72：馬橋駅 - 松73：江戸川台駅 / 日大歯科病院 / 南流山駅 |                                                    |
| 3              | 京成バス千葉イースト                             | 深夜急行：成田空港                                                                        | 運休中                                             |
| 4              | 京成バス                                         | 松05：八潮駅南口                                                                          |                                                    |
| 4              | 東武バスセントラル                               | 松03：三郷中央駅                                                                          | 平日1本のみ運行                                    |
| 4              | - 京成バス - 東武バスセントラル                  | 松04・松05：八潮駅南口                                                                    |                                                    |
| 5              | 京成バス                                         | 松31：矢切の渡し入口 / 矢切の渡し                                                         | 矢切の渡し行きは土曜・休日ダイヤの一部時間帯に運行 |
| 6              | （降車場）                                       | （降車場）                                                                                | （降車場）                                         |
| 7              | 京成バス                                         | - 松51・松51-2・松54・松55：市川駅 - 松52：聖徳学園                                       |                                                    |
| 8              | 京成バス                                         | 松11：松戸営業所                                                                          |                                                    |
| 9              | - 京成バス - 京浜急行バス - 京成バス千葉ウエスト | 高速：羽田空港                                                                            | 運休中                                             |
| 松戸駅東口     |                                                  |                                                                                           |                                                    |
| 1              | 京成バス千葉ウエスト                             | - 4：野菊野団地 / 三矢小台 - 4A：新東京病院                                               |                                                    |
| 2              | 京成バス千葉ウエスト                             | - 51・53：東松戸駅 - 51A・53A：紙敷車庫                                                   |                                                    |
| 3              | 京成バス千葉ウエスト                             | - 3：県立松戸高校 / 総合医療センター - 16：梨香台団地 - 16A：高塚新田 旧市立東松戸病院    |                                                    |

備考
東口は、イトーヨーカドー／プラーレ前にある屋外型バスターミナルであり、定期券発売所が設置されている。

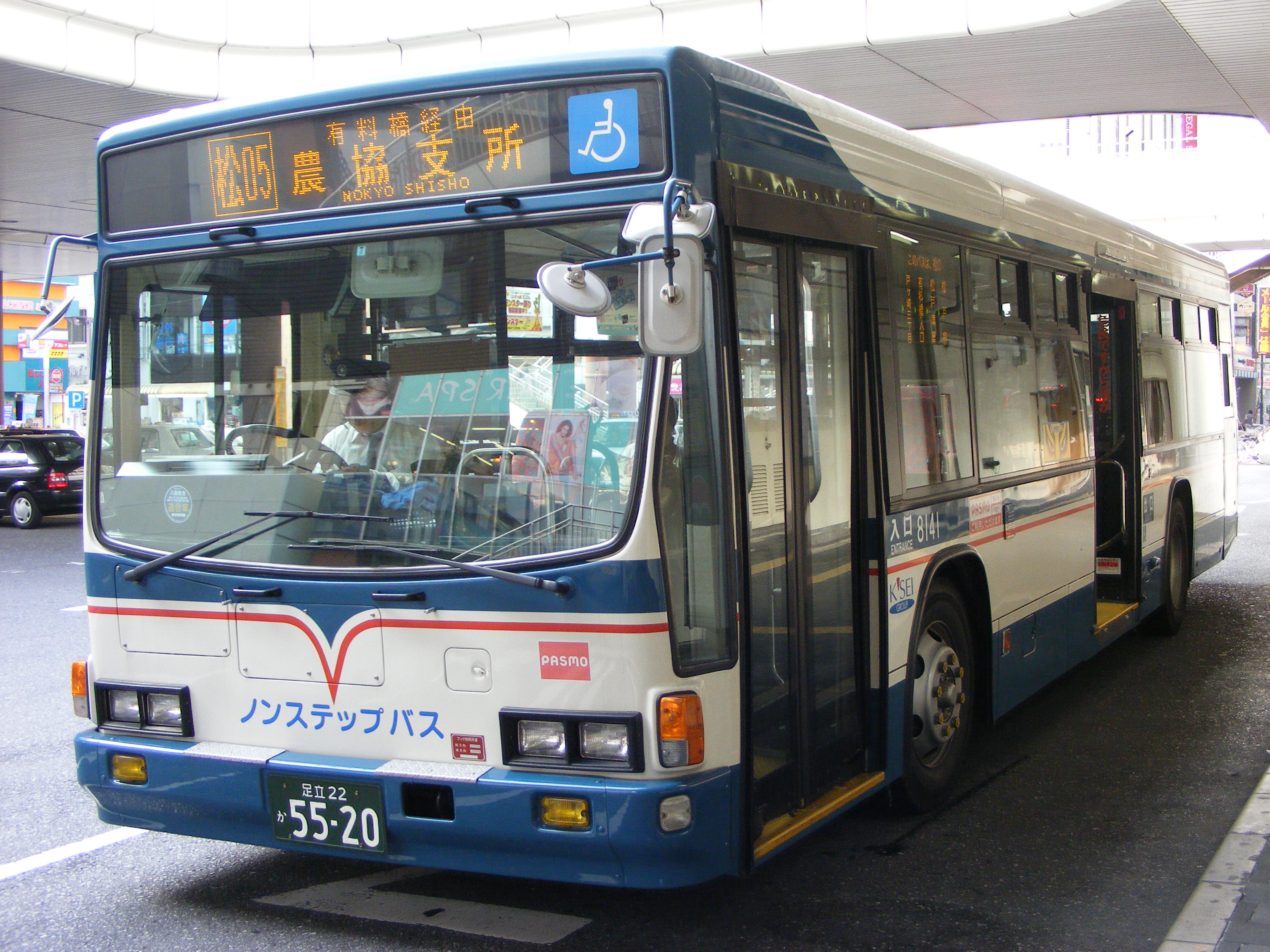
バスターミナルに停車する京成バス（旧戸ヶ崎線農協支所行）
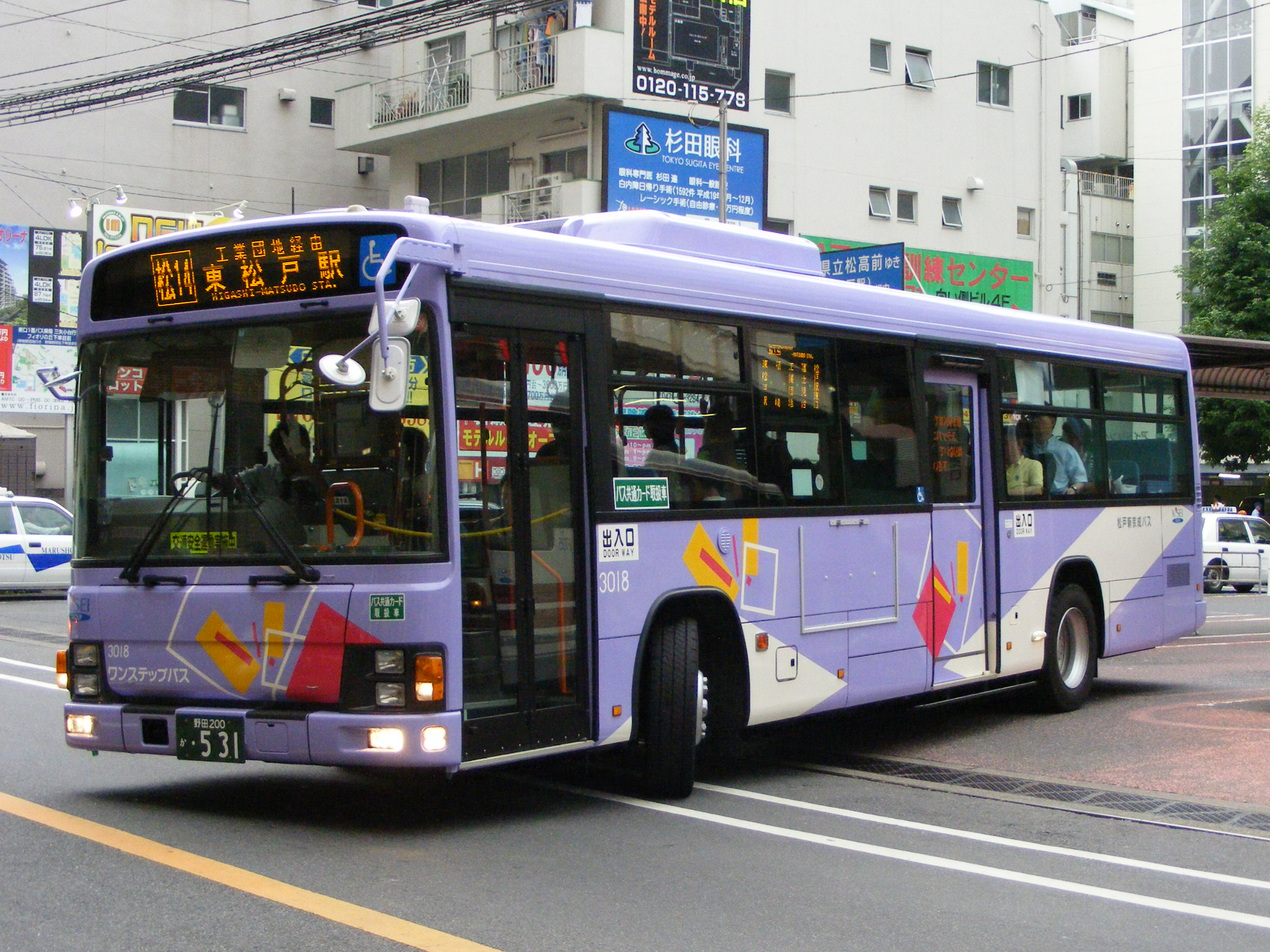
東口バスターミナルを発車する京成バス千葉ウエスト（工業団地方面行）

## 構想・計画
運輸政策審議会の答申によると、地下鉄11号線（半蔵門線）が当駅まで延伸する構想があるが、具体化されていない。
松戸市では、松戸駅周辺を三つのゾーンに分け、駅東口近くの「新拠点ゾーン」に図書館、プラネタリウム等複合施設を建設する方針などを示している。また、「商業・業務ゾーン」は、市街地再開発事業などの導入を促進する。同基本構想は、2014年度末の策定を目指す。
JR東日本は、松戸駅の改築を予定しており、2012年10月16日に松戸駅改良計画を発表した。計画案によると、駅改札内の4本のホーム（新京成線も含む）にエレベーターを1基ずつ設置し、エスカレーターも各ホームに1基ずつ増設してバリアフリー化を推進。改札外では二つある通路を統合し利便性向上を図る。また、2年間、常磐線軌道に基礎杭を打ち、その上部に人工地盤建設、仮の駅施設等を設置、上野方面側に売り場面積4500平米六階建の駅ビルを新たに建設する。2014年度10月に建築確認下りた後から本体工事に着手し、2018年（平成30年）度のバリアフリー工事完成、2019年（平成31年）度の駅ビルを含めたすべての工事の完成を予定している。
2020年2月14日、JR東日本は東西通路の拡幅、改札内コンコースの拡張、中央改札の統合、南側に駅ビルを建設といった工事に、同年春頃より着手することを発表した。東西通路の拡幅は2026年春頃、南側の駅ビルは2027年春頃の完成が予定されている。

## 混雑
1971年（昭和46年）4月20日に常磐線の緩急分離による複々線化がなされて、緩行線電車（各駅停車）が帝都高速度交通営団（営団地下鉄、現・東京地下鉄）千代田線に直通を開始した当初、ラッシュ時の緩行線電車はマスコミに取り上げられるほど酷い混雑だった。これは、快速通過駅の利用客の大半が都心に出る際、千代田線でそのまま向かうのではなく松戸乗換えを選び、結果的に北柏 - 北松戸間の7駅の乗客が当駅で乗り換えることになったためである。
また、緩行線の綾瀬 - 北千住間は営団地下鉄の管轄であり、なおかつ綾瀬は快速が通過するため、営団でストライキが発生した際、当時の国鉄は綾瀬・亀有・金町の各駅を利用する乗客は松戸を経由して都心に出られるよう特例を設けて対応した。そのため、ただでさえラッシュ時に混雑する松戸が、営団がひとたびストライキに入ると本来営団と無関係である松戸で1kmもの乗り換え客による行列ができた。2000年代以降も、千代田線側でダイヤが乱れると、綾瀬駅まで行っても足止めされることがある。

## 隣の駅
東日本旅客鉄道（JR東日本）
 常磐線（快速）
■特別快速・■■快速
北千住駅 (JJ 05) - 松戸駅 (JJ 06) - 柏駅 (JJ 07)
 常磐線（各駅停車）
金町駅 (JL 21) - 松戸駅 (JL 22) - 北松戸駅 (JL 23)
京成電鉄
 松戸線
松戸駅 (KS88) - 上本郷駅 (KS87)

### 記事本文